# Persone di nome Luigi
| Questa pagina contiene informazioni ricavate automaticamente dalle voci biografiche con l'ausilio del template Bio e di un bot. L'aggiornamento è periodico e automatico e ricostruisce completamente la pagina. Se manca una persona in questa lista, sei pregato di non aggiungerla, ma accertati piuttosto che la sua voce biografica contenga il template Bio e che i dati anagrafici siano correttamente compilati. Se il template Bio manca, inseriscilo tu stesso o, in alternativa, metti l'avviso {{tmp\|Bio}} che ne segnala la mancanza. Se i dati riportati sono sbagliati, correggi direttamente la voce biografica; le modifiche saranno visibili in questa lista entro pochi giorni. Per chiarimenti vedi il progetto antroponimi. La lista contiene solo le 2.816 persone che sono citate nell'enciclopedia e per le quali è stato implementato correttamente il template Bio. Pagina aggiornata al 6 ago 2025. |

Questa è una lista di persone presenti nell'enciclopedia che hanno il nome Luigi, suddivise per attività principale.

## Abati(5)
- Luigi Battista Baccarini, abate italiano (Roma, † 1622)
- Luigi Camillo Goltieri, abate e educatore italiano (Asti, n. 1746 - Parigi, † 1818)
- Luigi, abate († 867)
- Luigi Tosti, abate, patriota e storico italiano (Napoli, n. 1811 - Montecassino, † 1897)
- Luigi di Borbone-Condé, abate francese (Versailles, n. 1709 - Parigi, † 1771)

## Agronomi(9)
- Luigi Arcozzi Masino, agronomo e patriota italiano (Fumane, n. 1819 - Torino, † 1899)
- Luigi Fenaroli, agronomo italiano (Milano, n. 1899 - Bergamo, † 1980)
- Luigi Amilcare Fracchia, agronomo italiano (Rivarone, n. 1872 - Rivarone, † 1922)
- Luigi Granata, agronomo e economista italiano (Rionero in Vulture, n. 1776 - Napoli, † 1841)
- Luigi Manzoni, agronomo e politico italiano (Agordo, n. 1888 - Conegliano, † 1968)
- Luigi Ridolfi, agronomo e politico italiano (Firenze, n. 1824 - Scandicci, † 1909)
- Luigi Sessa, agronomo italiano (Arzago d'Adda, n. 1867 - Arzago d'Adda, † 1931)
- Luigi Tirelli, agronomo italiano (Reggio Emilia, n. 1894 - Reggio Emilia, † 1974)
- Luigi Villoresi, agronomo, botanico e architetto del paesaggio italiano (Desio, n. 1779 - Monza, † 1823)

## Allenatori di ginnastica(1)
- Luigi Rocchini, allenatore di ginnastica italiano (Roma, n. 1963)

## Allenatori di pallacanestro(4)
- Luigi Bergamaschi, allenatore di pallacanestro e dirigente sportivo italiano (Foiano della Chiana, n. 1951)
- Lou Carnesecca, allenatore di pallacanestro e dirigente sportivo statunitense (New York, n. 1925 - New York, † 2024)
- Luigi Garelli, allenatore di pallacanestro italiano (Bazzano, n. 1962)
- Luigi Gresta, allenatore di pallacanestro e dirigente sportivo italiano (Pesaro, n. 1971)

## Alpinisti(5)
- Luigi Carrel, alpinista italiano (Valtournenche, n. 1901 - † 1983)
- Luigi Ghedina, alpinista italiano (Cortina d'Ampezzo, n. 1924 - Cortina d'Ampezzo, † 2009)
- Luigi Menardi, alpinista italiano (Cortina d'Ampezzo, n. 1925 - Cortina d'Ampezzo, † 1979)
- Luigi Micheluzzi, alpinista italiano (Canazei, n. 1900 - Canazei, † 1976)
- Luigi Rizzi, alpinista italiano (Campitello di Fassa, n. 1869 - Campitello di Fassa, † 1949)

## Ammiragli(11)
- Luigi Accurti, ammiraglio austriaco (Fiume, n. 1869 - Vienna, † 1919)
- Luigi Biancheri, ammiraglio italiano (Genova, n. 1891 - Roma, † 1950)
- Luigi Binelli Mantelli, ammiraglio italiano (Breno, n. 1950)
- Luigi Durand de la Penne, ammiraglio e politico italiano (Genova, n. 1914 - Genova, † 1992)
- Luigi Faggioni, ammiraglio italiano (La Spezia, n. 1909 - Chiavari, † 1991)
- Luigi Faravelli, ammiraglio italiano (Stradella, n. 1852 - Roma, † 1914)
- Luigi Miraglia, ammiraglio e politico italiano (Roma, n. 1876 - Roma, † 1972)
- Luigi Sansonetti, ammiraglio italiano (Roma, n. 1888 - Roma, † 1959)
- Luigi Ottavio Serra, ammiraglio italiano (Genova, n. 1774 - Genova, † 1849)
- Luigi Tonta, ammiraglio italiano (Torino, n. 1874 - Torino, † 1935)
- Luigi Alessandro di Borbone, conte di Tolosa, ammiraglio e generale francese (Versailles, n. 1678 - Rambouillet, † 1737)

## Anarchici(6)
- Luigi Bertoni, anarchico e tipografo svizzero (Milano, n. 1872 - Ginevra, † 1947)
- Gigi Damiani, anarchico e giornalista italiano (Roma, n. 1876 - Roma, † 1953)
- Luigi Fabbri, anarchico e saggista italiano (Fabriano, n. 1877 - Montevideo, † 1935)
- Luigi Galleani, anarchico italiano (Vercelli, n. 1861 - Caprigliola, † 1931)
- Luigi Lucheni, anarchico italiano (Parigi, n. 1873 - Ginevra, † 1910)
- Luigi Parmeggiani, anarchico, falsario e antiquario italiano (Reggio Emilia, n. 1860 - Reggio Emilia, † 1945)

## Anatomisti(2)
- Luigi Cattaneo, anatomista italiano (Cura Carpignano, n. 1925 - Pavia, † 1992)
- Luigi Rolando, anatomista italiano (Torino, n. 1773 - Torino, † 1831)

## Animatori(1)
- Luigi Pensuti, animatore italiano (Roma, n. 1903 - Molteno, † 1946)

## Annunciatori televisivi(1)
- Luigi Carrai, annunciatore televisivo italiano (Firenze, n. 1922 - Roma, † 1994)

## Antifascisti(3)
- Luigi Delfini, antifascista italiano (Velletri, n. 1906 - Grosseto, † 1993)
- Luigi Mastrogiacomo, antifascista italiano (Ceccano, n. 1903 - Roma, † 1944)
- Luigi Antonio Tami, antifascista e partigiano italiano (Tricesimo, n. 1923 - Raspano, † 1944)

## Antiquari(1)
- Luigi Galli, antiquario italiano (Carate Brianza, n. 1902 - Carate Brianza, † 1986)

## Antropologi(1)
- Luigi Lombardi Satriani, antropologo e politico italiano (Briatico, n. 1936 - Roma, † 2022)

## Arabisti(1)
- Luigi Bonelli, arabista, iranista e turcologo italiano (Brescia, n. 1865 - Napoli, † 1947)

## Arbitri di calcio(8)
- Luigi Agnolin, arbitro di calcio e dirigente sportivo italiano (Bassano del Grappa, n. 1943 - Bassano del Grappa, † 2018)
- Luigi Altobelli, ex arbitro di calcio italiano (Longone Sabino, n. 1942)
- Luigi Barnabò, arbitro di calcio italiano (Milano, n. 1889 - Milano, † 1960)
- Luigi Gemini, arbitro di calcio italiano (Roma, n. 1907)
- Luigi Grillo, arbitro di calcio italiano (Afragola, n. 1921 - † 2007)
- Luigi Nasca, arbitro di calcio italiano (Bari, n. 1977)
- Luigi Pirovano, arbitro di calcio italiano (Monza, n. 1900 - Villasanta, † 1988)
- Luigi Valsecchi, arbitro di calcio italiano (Milano, n. 1914)

## Arbitri di pallacanestro(1)
- Luigi Lamonica, ex arbitro di pallacanestro italiano (Pescara, n. 1965)

## Archeologi(12)
- Luigi Bernabò Brea, archeologo italiano (Genova, n. 1910 - Lipari, † 1999)
- Luigi Borsari, archeologo italiano († 1904)
- Luigi Bruzza, archeologo e epigrafista italiano (Genova, n. 1813 - Roma, † 1883)
- Luigi Canina, archeologo e architetto italiano (Casale Monferrato, n. 1795 - Firenze, † 1856)
- Luigi Jacono, archeologo, ingegnere e saggista italiano (Ventotene, n. 1866 - Torre Annunziata, † 1947)
- Luigi Pernier, archeologo e funzionario italiano (Roma, n. 1874 - Rodi, † 1937)
- Luigi Pigorini, archeologo e politico italiano (Fontanellato, n. 1842 - Padova, † 1925)
- Luigi Savignoni, archeologo italiano (Montefiascone, n. 1864 - Firenze, † 1918)
- Luigi Sorricchio, archeologo e storico italiano (Atri, n. 1865 - Roma, † 1916)
- Luigi Maria Ugolini, archeologo italiano (Bertinoro, n. 1895 - Bertinoro, † 1936)
- Luigi Viola, archeologo e politico italiano (Galatina, n. 1852 - Taranto, † 1924)
- Luigi de Campi, archeologo, storico e politico italiano (Cles, n. 1846 - Losanna, † 1917)

## Architetti(47)
- Luigi Arcioni, architetto italiano (Brescia, n. 1841 - Brescia, † 1918)
- Luigi Bandini Buti, architetto italiano (Milano, n. 1930 - Milano, † 2018)
- Luigi Michele Barberis, architetto italiano (Torino, n. 1725 - Torino, † 1798)
- Luigi Bazzani, architetto, pittore e scenografo italiano (Bologna, n. 1836 - Roma, † 1927)
- Luigi Bellincioni, architetto italiano (Pontedera, n. 1842 - Firenze, † 1929)
- Luigi Bernini, architetto, ingegnere e scultore italiano (Roma, n. 1612 - Roma, † 1681)
- Luigi Bettarini, architetto italiano (Portoferraio, n. 1790 - Livorno, † 1850)
- Luigi Boffi, architetto italiano (Binago, n. 1846 - Milano, † 1904)
- Luigi Brambilla, architetto italiano (Milano, n. 1909 - Milano, † 1977)
- Luigi Broggi, architetto e urbanista italiano (Milano, n. 1851 - Milano, † 1926)
- Luigi Caccia Dominioni, architetto, designer e urbanista italiano (Milano, n. 1913 - Milano, † 2016)
- Luigi Cagnola, architetto italiano (Milano, n. 1762 - Inverigo, † 1833)
- Luigi de Cambray Digny, architetto italiano (Firenze, n. 1778 - Firenze, † 1843)
- Luigi Candiani, architetto italiano (Mareno di Piave, n. 1888 - Treviso, † 1993)
- Luigi Castellucci, architetto e ingegnere italiano (Bitonto, n. 1798 - Bitonto, † 1877)
- Luigi Clerichetti, architetto italiano (Milano, n. 1798 - Milano, † 1876)
- Luigi Carlo Daneri, architetto italiano (Borgo Fornari, n. 1900 - Genova, † 1972)
- Luigi Del Moro, architetto italiano (Livorno, n. 1845 - Firenze, † 1897)
- Luigi Dodi, architetto, ingegnere e urbanista italiano (Fiorenzuola d'Arda, n. 1900 - Milano, † 1983)
- Luigi Epifanio, architetto italiano (Monreale, n. 1898 - Palermo, † 1976)
- Luigi Ferrario, architetto italiano (Busto Arsizio, n. 1955)
- Luigi Figini, architetto italiano (Milano, n. 1903 - Milano, † 1984)
- Luigi Fontana, architetto svizzero (Castel San Pietro, n. 1824 - Milano, † 1894)
- Luigi Fontana, architetto svizzero (Muggio, n. 1812 - Mendrisio, † 1877)
- Luigi Formento, architetto italiano (Torino, n. 1815 - Torino, † 1882)
- Gino Franzi, architetto italiano (Pallanza, n. 1898 - Milano, † 1971)
- Luigi Garlatti Venturini, architetto italiano (Sinaia, n. 1885 - Ancona, † 1962)
- Gino Levi-Montalcini, architetto e disegnatore italiano (Milano, n. 1902 - Torino, † 1974)
- Gino Maggioni, architetto italiano (San Giorgio su Legnano, n. 1898 - Diano Marina, † 1955)
- Luigi Marchesini, architetto italiano (Bologna, n. 1796 - † 1882)
- Luigi Mattioni, architetto, urbanista e teorico dell'architettura italiano (Milano, n. 1914 - † 1961)
- Luigi Moretti, architetto italiano (Roma, n. 1906 - Capraia Isola, † 1973)
- Luigi Orelli, architetto italiano (Novara, n. 1768 - Novara, † 1845)
- Luigi Pellegrin, architetto italiano (Courcelette, n. 1925 - Roma, † 2001)
- Luigi Piccinato, architetto, urbanista e politico italiano (Legnago, n. 1899 - Roma, † 1983)
- Luigi Quagliata, architetto e urbanista italiano (Sant'Alessio Siculo, n. 1899 - Roma, † 1991)
- Luigi Rolland, architetto italiano (Roma, n. 1852 - † 1921)
- Luigi Rovelli, architetto italiano (Milano, n. 1850 - Rapallo, † 1911)
- Luigi Rusca, architetto svizzero (Agno, n. 1762 - Valenza, † 1822)
- Luigi Saccenti, architetto italiano (Bologna, n. 1895 - Bologna, † 1972)
- Luigi Snozzi, architetto svizzero (Mendrisio, n. 1932 - Minusio, † 2020)
- Luigi Vagnetti, architetto italiano (Roma, n. 1915 - Roma, † 1980)
- Luigi Vanvitelli, architetto e pittore italiano (Napoli, n. 1700 - Caserta, † 1773)
- Luigi Vietti, architetto e urbanista italiano (Cannobio, n. 1903 - Milano, † 1998)
- Luigi Voghera, architetto italiano (Cremona, n. 1788 - † 1840)
- Gigiotti Zanini, architetto e pittore italiano (Vigo di Fassa, n. 1893 - Gargnano, † 1962)
- Luigi Zumkeller, architetto italiano (Porlezza, n. 1880 - Firenze, † 1951)

## Archivisti(5)
- Luigi Bossi Visconti, archivista, bibliotecario e letterato italiano (Milano, n. 1758 - Milano, † 1835)
- Luigi Fantini, archivista, speleologo e archeologo italiano (San Lazzaro di Savena, n. 1895 - Bologna, † 1978)
- Luigi Fumi, archivista, storico e nobile italiano (Orvieto, n. 1849 - Orvieto, † 1934)
- Luigi Osio, archivista italiano (Milano, n. 1803 - Milano, † 1873)
- Luigi Volpicella, archivista, storico e araldista italiano (Napoli, n. 1864 - Napoli, † 1949)

## Arcivescovi cattolici(38)
- Luigi Amaducci, arcivescovo cattolico italiano (San Pancrazio di Russi, n. 1924 - Cesena, † 2010)
- Luigi Arrigoni, arcivescovo cattolico italiano (Morimondo, n. 1890 - Lima, † 1948)
- Luigi Bianco, arcivescovo cattolico italiano (Montemagno, n. 1960)
- Luigi Bignami, arcivescovo cattolico italiano (Milano, n. 1862 - Siracusa, † 1919)
- Luigi Bommarito, arcivescovo cattolico italiano (Terrasini, n. 1926 - Terrasini, † 2019)
- Luigi Bonazzi, arcivescovo cattolico e diplomatico italiano (Gandino, n. 1948)
- Luigi Bressan, arcivescovo cattolico italiano (Calavino, n. 1940)
- Luigi Maria Carli, arcivescovo cattolico italiano (Comacchio, n. 1914 - Gaeta, † 1986)
- Luigi Centoz, arcivescovo cattolico italiano (Saint-Pierre, n. 1883 - Roma, † 1969)
- Luigi Roberto Cona, arcivescovo cattolico italiano (Niscemi, n. 1965)
- Luigi Conti, arcivescovo cattolico italiano (Urbania, n. 1941 - Fermo, † 2021)
- Paolo Da Ponte, arcivescovo cattolico italiano (Venezia, n. 1709 - Venezia, † 1792)
- Luigi Diligenza, arcivescovo cattolico italiano (Arzano, n. 1921 - Arzano, † 2011)
- Luigi Dossena, arcivescovo cattolico e diplomatico italiano (Campagnola Cremasca, n. 1925 - Campagnola Cremasca, † 2007)
- Luigi Filippi, arcivescovo cattolico italiano (Avigliano, n. 1810 - L'Aquila, † 1881)
- Luigi Fogar, arcivescovo cattolico italiano (Gorizia, n. 1882 - Roma, † 1971)
- Luigi Fransoni, arcivescovo cattolico italiano (Genova, n. 1789 - Lione, † 1862)
- Luigi Clementi, arcivescovo cattolico e diplomatico italiano (Fabrica di Roma, n. 1794 - Roma, † 1869)
- Luigi di Lussemburgo, arcivescovo cattolico e cardinale francese (Francia - castello di Hartfield, † 1443)
- Luigi Maffeo, arcivescovo cattolico italiano (Occhieppo Superiore, n. 1915 - Biella, † 1971)
- Luigi Maria de Marinis, arcivescovo cattolico italiano (L'Aquila, n. 1809 - Chieti, † 1877)
- Luigi Martinelli, arcivescovo cattolico italiano (Lucca, n. 1884 - † 1946)
- Luigi Maverna, arcivescovo cattolico italiano (Landriano, n. 1920 - Bologna, † 1998)
- Luigi Moretti, arcivescovo cattolico italiano (Cittareale, n. 1949)
- Luigi Natoli, arcivescovo cattolico italiano (Patti, n. 1799 - Messina, † 1875)
- Luigi Nazari di Calabiana, arcivescovo cattolico e politico italiano (Savigliano, n. 1808 - Groppello d'Adda, † 1893)
- Luigi Negri, arcivescovo cattolico e teologo italiano (Milano, n. 1941 - Cesano Boscone, † 2021)
- Luigi Maria Parisio, arcivescovo cattolico italiano (Napoli, n. 1783 - Gaeta, † 1854)
- Luigi Pellizzo, arcivescovo cattolico italiano (Costapiana di Faedis, n. 1860 - Faedis, † 1936)
- Luigi Pezzuto, arcivescovo cattolico e diplomatico italiano (Squinzano, n. 1946)
- Luigi Punzolo, arcivescovo cattolico italiano (Pozzuoli, n. 1905 - Pozzuoli, † 1989)
- Luigi Renna, arcivescovo cattolico italiano (Corato, n. 1966)
- Luigi Rovigatti, arcivescovo cattolico italiano (Monza, n. 1912 - Roma, † 1975)
- Luigi Travaglino, arcivescovo cattolico e diplomatico italiano (Brusciano, n. 1939)
- Luigi Vari, arcivescovo cattolico italiano (Segni, n. 1957)
- Luigi Mattia Zorn, arcivescovo cattolico sloveno (Prevacina, n. 1831 - Dunaj, † 1897)
- Luigi del Giudice, arcivescovo cattolico italiano (Chieti, n. 1709 - Chieti, † 1791)
- Luigi Antonio del Palatinato-Neuburg, arcivescovo cattolico tedesco (Düsseldorf, n. 1660 - Düsseldorf, † 1694)

## Armonicisti(1)
- Luigi Gatti, armonicista e cabarettista italiano (Innsbruck, n. 1920 - Bolzano, † 2008)

## Arpisti(2)
- Luigi Maria Magistretti, arpista italiano (Milano, n. 1887 - Milano, † 1956)
- Luigi Maurizio Tedeschi, arpista e compositore italiano (Torino, n. 1867 - Cairate, † 1944)

## Artigiani(2)
- Luigi Borgato, artigiano italiano (Gallarate, n. 1963)
- Luigi Roverelli, artigiano italiano

## Artisti(6)
- Luigi Boscolo, artista e incisore italiano (Rovigo, n. 1823 - Rovigo, † 1906)
- Luigi Compagnoni, artista italiano (Caiolo, n. 1954 - Fontanetto Po, † 2022)
- Luigi Dalla Laita, artista e progettista italiano (Ala, n. 1847 - Ala, † 1939)
- Luigi Mainolfi, artista italiano (Rotondi, n. 1948)
- Luigi Serafini, artista, architetto e designer italiano (Roma, n. 1949)
- Luigi Tola, artista e poeta italiano (Genova, n. 1930 - Genova, † 2014)

## Assassini seriali(1)
- Luigi Chiatti, serial killer italiano (Narni, n. 1968)

## Assiriologi(1)
- Luigi Cagni, assiriologo e ebraista italiano (Toline, n. 1929 - Roma, † 1998)

## Astrofisici(1)
- Luigi R. Bedin, astrofisico italiano (Padova, n. 1973)

## Astronomi(5)
- Luigi Carnera, astronomo e matematico italiano (Trieste, n. 1875 - Firenze, † 1962)
- Luigi Gabba, astronomo italiano (Torino, n. 1872 - Borgomanero, † 1948)
- Luigi Giuseppe Jacchia, astronomo italiano (Trieste, n. 1910 - Cambridge, nel Massachusetts, † 1996)
- Luigi Sannino, astronomo italiano (La Spezia, n. 1981)
- Luigi Volta, astronomo e politico italiano (Como, n. 1876 - Milano, † 1952)

## Atleti(1)
- Luigi Bigiarelli, atleta e dirigente sportivo italiano (Roma, n. 1875 - Bruxelles, † 1908)

## Atleti paralimpici(1)
- Luigi Casadei, atleta paralimpico italiano (Ancona, n. 2001)

## Attori teatrali(7)
- Luigi Aliprandi, attore teatrale italiano (Mantova, n. 1817 - Firenze, † 1901)
- Luigi Anzampamber, attore teatrale italiano
- Luigi Bellotti Bon, attore teatrale e patriota italiano (Udine, n. 1820 - Milano, † 1883)
- Luigi Del Buono, attore teatrale italiano (Firenze, n. 1751 - † 1832)
- Luigi Domeniconi, attore teatrale italiano (Rimini, n. 1788 - Roma, † 1868)
- Luigi Monti, attore teatrale italiano (Napoli, n. 1836 - Milano, † 1904)
- Luigi Pezzana, attore teatrale italiano (Verona, n. 1814 - Firenze, † 1894)

## Autori televisivi(1)
- Luigi Bizzarri, autore televisivo italiano (Bagnoregio, n. 1954)

## Aviatori(10)
- Luigi Baron, aviatore italiano (Castelfranco Veneto, n. 1917 - Udine, † 1988)
- Luigi Bologna, aviatore e militare italiano (Torino, n. 1888 - Venezia, † 1921)
- Luigi Bresciani, aviatore e militare italiano (Verona, n. 1888 - Venezia, † 1916)
- Luigi Caneppele, aviatore e militare italiano (Lavarone, n. 1913 - Libia, † 1942)
- Luigi Falchi, aviatore italiano (Montopoli in Val d'Arno, n. 1873 - † 1964)
- Luigi Monti, aviatore italiano (Sansepolcro, n. 1911 - Sansepolcro, † 1980)
- Luigi Nerieri, aviatore e militare italiano (San Giovanni in Persiceto, n. 1912 - Mahón, † 1936)
- Luigi Olivi, aviatore e militare italiano (Campobasso, n. 1894 - Moraro, † 1917)
- Luigi Valotti, aviatore italiano (Brescia, n. 1920 - La Galite, † 1941)
- Luigi Zoni, aviatore e militare italiano (Sant'Antonio a Trebbia, n. 1892 - Grado, † 1917)

## Banchieri(4)
- Luigi Bolmida, banchiere, imprenditore e politico italiano (Torino, n. 1805 - Torino, † 1856)
- Luigi Guicciardini, banchiere e politico italiano (Firenze, † 1403)
- Luigi Federico Signorini, banchiere e economista italiano (Firenze, n. 1955)
- Luigi Alfonso di Borbone-Dampierre, banchiere francese (Madrid, n. 1974)

## Baritoni(5)
- Luigi Bassi, baritono italiano (Pesaro, n. 1766 - Dresda, † 1825)
- Luigi Montesanto, baritono italiano (Palermo, n. 1887 - Milano, † 1954)
- Luigi Piazza, baritono italiano (Bologna, n. 1884 - Bologna, † 1967)
- Luigi Ronzi, baritono e compositore italiano (Firenze, n. 1805 - Firenze, † 1875)
- Luigi Rossi Morelli, baritono italiano (Sarsina, n. 1887 - Imola, † 1940)

## Bassi(2)
- Luigi Lablache, basso italiano (Napoli, n. 1794 - Napoli, † 1858)
- Luigi Roni, basso italiano (Vergemoli, n. 1942 - Lucca, † 2020)

## Beati(1)
- Luigi Beltrame Quattrocchi, beato italiano (Catania, n. 1880 - Roma, † 1951)

## Biatleti(1)
- Luigi Weiss, ex biatleta e scialpinista italiano (Vattaro, n. 1951)

## Bibliotecari(6)
- Luigi Crocetti, bibliotecario italiano (Giulianova, n. 1929 - Firenze, † 2007)
- Luigi De Gregori, bibliotecario italiano (Roma, n. 1874 - Roma, † 1947)
- Luigi Crisostomo Ferrucci, bibliotecario e scrittore italiano (Lugo, n. 1797 - Firenze, † 1877)
- Luigi Frati, bibliotecario italiano (Bologna, n. 1815 - Bologna, † 1902)
- Luigi Michelini Tocci, bibliotecario e storico dell'arte italiano (Cagli, n. 1910 - Roma, † 2000)
- Luigi Savorini, bibliotecario, storico e bibliografo italiano (Bologna, n. 1875 - Teramo, † 1937)

## Biochimici(1)
- Luigi Rossi Bernardi, biochimico e politico italiano (Piacenza, n. 1932 - Lesmo, † 2019)

## Biologi(3)
- Luigi Boitani, biologo, scrittore e conduttore televisivo italiano (Roma, n. 1946)
- Luigi Buscalioni, biologo e botanico italiano (Torino, n. 1863 - Bologna, † 1954)
- Luigi Califano, biologo italiano (Salerno, n. 1901 - Napoli, † 1976)

## Bobbisti(4)
- Luigi Cavalieri, bobbista italiano (Milano, n. 1914 - Sarteano, † 1992)
- Luigi Figoli, bobbista italiano (Napoli, n. 1920 - Santa Margherita Ligure, † 1990)
- Luigi Tornielli di Borgolavezzaro, bobbista, dirigente sportivo e politico italiano (n. 1889)
- Luigi De Bettin, ex bobbista italiano

## Botanici(3)
- Luigi Anguillara, botanico italiano (Anguillara Sabazia, n. 1512 - Ferrara, † 1570)
- Luigi Castiglioni, botanico e politico italiano (Milano, n. 1757 - Milano, † 1832)
- Luigi Piacenza, botanico italiano (Bussolengo, n. 1935 - Genova, † 2009)

## Briganti(2)
- Luigi Alonzi, brigante italiano (Sora, n. 1825 - Trisulti, † 1862)
- Laicu Roglia, brigante italiano (Raìca, n. 1856)

## Canottieri(2)
- Luigi Gandini, canottiere italiano (Varese, n. 1928 - Varese, † 1987)
- Luigi Gerli, canottiere italiano (Rosate, n. 1876 - † 1922)

## Cantanti(5)
- Luigi Asioli, cantante e compositore italiano (Correggio, n. 1778 - Londra, † 1815)
- Luigi Barilli, cantante italiano (Modena, n. 1764 - Parigi, † 1824)
- Gigi Beccaria, cantante italiano (Torino, n. 1920 - Parma, † 2006)
- Gigi Finizio, cantante, compositore e artista italiano (Napoli, n. 1965)
- Mr. T-bone, cantante, trombonista e compositore italiano (Milano, n. 1973)

## Cantanti lirici(1)
- Luigi Raffanelli, cantante lirico italiano (Pistoia, n. 1752 - Milano, † 1821)

## Cantautori(8)
- Gigi D'Alessio, cantautore e produttore discografico italiano (Napoli, n. 1967)
- Pacifico, cantautore e musicista italiano (Milano, n. 1964)
- Luigi Grechi, cantautore e chitarrista italiano (Padova, n. 1944)
- Luigi Libra, cantautore italiano (Napoli, n. 1975)
- Luigi Maieron, cantautore, poeta e scrittore italiano (Cercivento, n. 1954)
- Gatto Panceri, cantautore italiano (Monza, n. 1962)
- Luigi Strangis, cantautore e polistrumentista italiano (Lamezia Terme, n. 2001)
- Luigi Tenco, cantautore e poeta italiano (Cassine, n. 1938 - Sanremo, † 1967)

## Cardinali(50)
- Luigi Amat di San Filippo e Sorso, cardinale italiano (Sinnai, n. 1796 - Roma, † 1878)
- Luigi d'Aragona, cardinale italiano (Napoli, n. 1474 - Roma, † 1519)
- Luigi Maria Bilio, cardinale italiano (Alessandria, n. 1826 - Roma, † 1884)
- Luigi di Borbone-Vendôme, cardinale francese (Parigi, n. 1612 - Aix-en-Provence, † 1669)
- Luigi Bottiglia Savoulx, cardinale italiano (Cavour, n. 1752 - Roma, † 1836)
- Luigi Caetani, cardinale e arcivescovo cattolico italiano (Piedimonte, n. 1595 - Roma, † 1642)
- Luigi Capotosti, cardinale e arcivescovo cattolico italiano (Monte Giberto, n. 1863 - Roma, † 1938)
- Luigi Capponi, cardinale, arcivescovo cattolico e bibliotecario italiano (Firenze, n. 1583 - Roma, † 1659)
- Luigi Ciacchi, cardinale italiano (Pesaro, n. 1788 - Roma, † 1865)
- Luigi Dadaglio, cardinale e arcivescovo cattolico italiano (Sezzadio, n. 1914 - Roma, † 1990)
- Luigi De Magistris, cardinale e arcivescovo cattolico italiano (Cagliari, n. 1926 - Cagliari, † 2022)
- Luigi Del Drago, cardinale italiano (Roma, n. 1776 - Roma, † 1845)
- Luigi di Canossa, cardinale e vescovo cattolico italiano (Verona, n. 1809 - Verona, † 1900)
- Luigi Ercolani, cardinale italiano (Foligno, n. 1758 - Roma, † 1825)
- Luigi d'Este, cardinale italiano (Ferrara, n. 1538 - Roma, † 1586)
- Luigi Frezza, cardinale e arcivescovo cattolico italiano (Civita Lavinia, n. 1783 - Roma, † 1837)
- Luigi Galimberti, cardinale e arcivescovo cattolico italiano (Roma, n. 1836 - Roma, † 1896)
- Luigi Gazzoli, cardinale italiano (Terni, n. 1735 - Roma, † 1809)
- Luigi Giordani, cardinale e arcivescovo cattolico italiano (Santa Maria Codifiume, n. 1822 - Ferrara, † 1893)
- Ercole Gonzaga, cardinale italiano (Mantova, n. 1505 - Trento, † 1563)
- Luigi Gualterio, cardinale e arcivescovo cattolico italiano (Orvieto, n. 1706 - Frascati, † 1761)
- Luigi Lambruschini, cardinale, arcivescovo cattolico e politico italiano (Sestri Levante, n. 1776 - Roma, † 1854)
- Luigi Lavitrano, cardinale e arcivescovo cattolico italiano (Forio, n. 1874 - Castel Gandolfo, † 1950)
- Luigi Maria Lucini, cardinale italiano (Milano, n. 1666 - Roma, † 1745)
- Luigi di Borbone-Vendôme, cardinale e vescovo cattolico francese (Fortezza di Ham, n. 1493 - Palazzo Borbone, † 1557)
- Luigi di Guisa, cardinale francese (Joinville, n. 1527 - Parigi, † 1578)
- Luigi di Guisa, cardinale e arcivescovo cattolico francese (Dampierre, n. 1555 - Blois, † 1588)
- Luigi di Guisa, cardinale e arcivescovo francese (Parigi, n. 1575 - Saintes, † 1621)
- Luigi Macchi, cardinale italiano (Viterbo, n. 1832 - Roma, † 1907)
- Luigi Mattei, cardinale e nobile italiano (Roma, n. 1702 - Roma, † 1758)
- Luigi Alessandro Omodei, cardinale italiano (Milano, n. 1608 - Roma, † 1685)
- Luigi Omodei, cardinale italiano (Madrid, n. 1657 - Roma, † 1706)
- Luigi Oreglia di Santo Stefano, cardinale e arcivescovo cattolico italiano (Bene Vagienna, n. 1828 - Roma, † 1913)
- Luigi Pallotti, cardinale italiano (Albano Laziale, n. 1829 - Roma, † 1890)
- Luigi Pandolfi, cardinale italiano (Cartoceto, n. 1751 - Roma, † 1824)
- Luigi Poggi, cardinale e arcivescovo cattolico italiano (Piacenza, n. 1917 - Roma, † 2010)
- Luigi Priuli, cardinale italiano (Venezia, n. 1650 - Roma, † 1720)
- Luigi Raimondi, cardinale e arcivescovo cattolico italiano (Acqui Terme, n. 1912 - Città del Vaticano, † 1975)
- Luigi de' Rossi, cardinale italiano (Firenze, n. 1474 - Roma, † 1519)
- Luigi Rotelli, cardinale italiano (Corciano, n. 1833 - Roma, † 1891)
- Luigi Ruffo Scilla, cardinale e arcivescovo cattolico italiano (Sant'Onofrio, n. 1750 - Napoli, † 1832)
- Luigi Sepiacci, cardinale italiano (Castiglione del Lago, n. 1835 - Roma, † 1893)
- Luigi Serafini, cardinale e vescovo cattolico italiano (Magliano Sabina, n. 1808 - Roma, † 1894)
- Luigi Sincero, cardinale e arcivescovo cattolico italiano (Trino, n. 1870 - Roma, † 1936)
- Ludovico Maria Torriggiani, cardinale italiano (Firenze, n. 1697 - Roma, † 1777)
- Luigi Traglia, cardinale e arcivescovo cattolico italiano (Albano Laziale, n. 1895 - Roma, † 1977)
- Luigi Tripepi, cardinale italiano (Cardeto, n. 1836 - Roma, † 1906)
- Luigi Trombetta, cardinale italiano (Civita Lavinia, n. 1820 - Roma, † 1900)
- Luigi Valenti Gonzaga, cardinale italiano (Roveredo di Guà, n. 1725 - Roma, † 1808)
- Luigi Vannicelli Casoni, cardinale e arcivescovo cattolico italiano (Amelia, n. 1801 - Roma, † 1877)

## Cardiochirurghi(1)
- Luigi Chiariello, cardiochirurgo italiano (Buccino, n. 1943)

## Cardiologi(2)
- Luigi Condorelli, cardiologo, patologo e biochimico italiano (Roma, n. 1899 - Roma, † 1985)
- Luigi Luciani, cardiologo e fisiologo italiano (Ascoli Piceno, n. 1840 - Roma, † 1919)

## Cartografi(1)
- Luigi Brasca, cartografo italiano (Milano, n. 1882 - † 1929)

## Cestisti(13)
- Luigi Binda, cestista, multiplista e calciatore italiano (Milano, n. 1896 - Lecco, † 1978)
- Luigi Borsoi, cestista italiano (Venezia, n. 1930 - Venezia, † 1957)
- Luigi Cagnazzo, ex cestista italiano (Roma, n. 1956)
- Luigi Datome, ex cestista italiano (Montebelluna, n. 1987)
- Louis Devoti, cestista francese (Auboué, n. 1926 - Jœuf, † 2020)
- Luigi Dordei, cestista italiano (Tarquinia, n. 1981)
- Luigi Magro, ex cestista italiano (Sant'Angelo di Piove di Sacco, n. 1957)
- Luigi Mentasti, ex cestista italiano (Varese, n. 1958)
- Luigi Peroni, ex cestista e dirigente sportivo italiano (n. 1944)
- Luigi Rapini, cestista italiano (Bologna, n. 1924 - Bologna, † 2013)
- Luigi Serafini, cestista italiano (Casinalbo, n. 1951 - Bologna, † 2020)
- Luigi Sergio, cestista italiano (Maddaloni, n. 1988)
- Luigi Ungaro, ex cestista e allenatore di pallacanestro italiano (Brindisi, n. 1954)

## Chimici(8)
- Luigi Balbiano, chimico italiano (Torino, n. 1852 - Torino, † 1917)
- Luigi Casale, chimico italiano (Langosco, n. 1882 - Vigevano, † 1927)
- Luigi Chiozza, chimico e imprenditore italiano (Trieste, n. 1828 - Cervignano del Friuli, † 1889)
- Luigi Dei, chimico e divulgatore scientifico italiano (Firenze, n. 1956)
- Luigi Garlaschelli, chimico, divulgatore scientifico e saggista italiano (Pavia, n. 1949)
- Luigi Musajo, chimico italiano (Locorotondo, n. 1904 - Modena, † 1974)
- Luigi Sacconi, chimico italiano (Santa Croce sull'Arno, n. 1911 - Firenze, † 1992)
- Luigi Sementini, chimico e medico italiano (Napoli, n. 1775 - Napoli, † 1847)

## Chirurghi(5)
- Luigi Carmona, chirurgo e critico letterario italiano (Grotte, n. 1895 - Messina, † 1984)
- Luigi Bompani, chirurgo e naturalista italiano (Modena, n. 1814 - Rio de Janeiro, † 1879)
- Luigi Porta, chirurgo e anatomista italiano (Pavia, n. 1800 - Pavia, † 1875)
- Luigi Roncoroni, chirurgo e ex pallavolista italiano (Parma, n. 1947)
- Luigi Sussi, chirurgo e politico italiano (Gorizia, n. 1894 - Gorizia, † 1961)

## Chitarristi(4)
- Luigi Legnani, chitarrista e compositore italiano (Ferrara, n. 1790 - Ravenna, † 1877)
- Luigi Picchianti, chitarrista e critico musicale italiano (Firenze, n. 1786 - Firenze, † 1864)
- Luigi Schiavone, chitarrista, compositore e arrangiatore italiano (Roma, n. 1959)
- Luigi Tessarollo, chitarrista e compositore italiano

## Ciclisti(1)
- Luigi Masetti, ciclista italiano (Trecenta, n. 1864 - † 1940)

## Ciclisti su strada(31)
- Luigi Airaldi, ciclista su strada italiano (Milano, n. 1870 - † 1949)
- Luigi Annoni, ciclista su strada italiano (Paderno Dugnano, n. 1890 - Torino, † 1974)
- Luigi Arienti, ciclista su strada e pistard italiano (Desio, n. 1937 - Desio, † 2024)
- Luigi Azzini, ciclista su strada italiano (Rodigo, n. 1884 - Milano, † 1937)
- Luigi Bailo, ciclista su strada italiano (Serravalle Scrivia, n. 1889 - Genova, † 1972)
- Luigi Barral, ciclista su strada italiano (Meano, n. 1907 - Lione, † 1962)
- Luigi Botteon, ex ciclista su strada italiano (Varese, n. 1964)
- Luigi Cantù, ciclista su strada italiano (Milano, n. 1868 - Parigi, † 1951)
- Luigi Casola, ciclista su strada e pistard italiano (Busto Arsizio, n. 1921 - Certosa di Pavia, † 2009)
- Luigi Castelletti, ex ciclista su strada italiano (Verona, n. 1948)
- Luigi Chiodi, ciclista su strada italiano (Torino, n. 1887 - Druento, † 1959)
- Luigi Ferrando, ciclista su strada e ciclocrossista italiano (Acquasanta, n. 1911 - Genova, † 2003)
- Luigi Furlan, ex ciclista su strada italiano (Ginevra, n. 1963)
- Luigi Ganna, ciclista su strada e imprenditore italiano (Induno Olona, n. 1883 - Varese, † 1957)
- Luigi Giacobbe, ciclista su strada italiano (Bosco Marengo, n. 1907 - Novi Ligure, † 1995)
- Luigi Gilardi, ciclista su strada e pistard italiano (Pezzana, n. 1897 - Alassio, † 1987)
- Augusto Introzzi, ciclista su strada italiano (Fino Mornasco, n. 1913 - Fino Mornasco, † 1954)
- Luigi Lucotti, ciclista su strada italiano (Voghera, n. 1893 - Voghera, † 1980)
- Luigi Macchi, ciclista su strada e ciclocrossista italiano (Varese, n. 1912 - † 1987)
- Luigi Magnotti, ciclista su strada italiano (Boffalora sopra Ticino, n. 1895 - Milano, † 1948)
- Luigi Malabrocca, ciclista su strada e ciclocrossista italiano (Tortona, n. 1920 - Garlasco, † 2006)
- Luigi Marchisio, ciclista su strada italiano (Castelnuovo Don Bosco, n. 1909 - Castelnuovo Don Bosco, † 1992)
- Guglielmo Marin, ciclista su strada italiano (Monfumo, n. 1905 - Varese, † 1986)
- Luigi Mele, ciclista su strada italiano (Calvi Risorta, n. 1937 - Piedimonte Matese, † 2023)
- Luigi Pogliani, ciclista su strada italiano (Milano)
- Luigi Sgarbozza, ex ciclista su strada e giornalista italiano (Amaseno, n. 1944)
- Luigi Storero, ciclista su strada, pilota automobilistico e imprenditore italiano (Torino, n. 1868 - Torino, † 1955)
- Luigi Venturato, ex ciclista su strada italiano (Musile di Piave, n. 1948)
- Luigi Zaimbro, ciclista su strada italiano (Genova, n. 1936 - Genova, † 2022)
- Luigi Zanchetta, ciclista su strada italiano (Gorcy, n. 1939 - Breda di Piave, † 2008)
- Luigi Zuccotti, ex ciclista su strada e pistard italiano (Pieve Porto Morone, n. 1942)

## Collezionisti d'arte(2)
- Luigi Tadini, collezionista d'arte e viaggiatore italiano (Verona, n. 1745 - Lovere, † 1829)
- Luigi Tarisio, collezionista d'arte italiano (Fontaneto d'Agogna, n. 1796 - Milano, † 1854)

## Combinatisti nordici(1)
- Luigi Faure, combinatista nordico, saltatore con gli sci e fondista italiano (Sauze d'Oulx, n. 1898 - Oulx, † 1946)

## Comici(4)
- Herbert Ballerina, comico e attore italiano (Campobasso, n. 1980)
- Gino Bramieri, comico, attore e cabarettista italiano (Milano, n. 1928 - Milano, † 1996)
- Gigi e Ross, comico italiano (Napoli, n. 1978)
- Gino e Dino, comico italiano (Parma, n. 1959)

## Compositori(46)
- Luigi Astore, compositore e arrangiatore italiano (Nizza Monferrato, n. 1906 - Torino, † 1974)
- Luigi Battiferri, compositore e organista italiano (Sassocorvaro - Sassocorvaro, † 1682)
- Luigi Borghi, compositore e violinista italiano (n. 1745 - Londra, † 1806)
- Luigi Antonio Calegari, compositore italiano (Padova, n. 1780 - Venezia, † 1849)
- Luigi Canepa, compositore e patriota italiano (Sassari, n. 1849 - Sassari, † 1914)
- Luigi Capotorti, compositore e violinista italiano (Molfetta, n. 1767 - San Severo, † 1842)
- Luigi Caruso, compositore italiano (Napoli, n. 1754 - Perugia, † 1823)
- Luigi Ferdinando Casamorata, compositore e critico musicale italiano (Würzburg, n. 1807 - Firenze, † 1881)
- Luigi Ceccarelli, compositore italiano (Rimini, n. 1953)
- Luigi Giuliano Ceccarelli, compositore, regista e autore televisivo italiano (Roma, n. 1953)
- Luigi Cherubini, compositore italiano (Firenze, n. 1760 - Parigi, † 1842)
- Gigi Cichellero, compositore e direttore d'orchestra italiano (Milano, n. 1923 - Cusago, † 1979)
- Luigi Colacicchi, compositore, direttore di coro e etnomusicologo italiano (Anagni, n. 1900 - Roma, † 1976)
- Luigi Cortese, compositore italiano (Genova, n. 1899 - Genova, † 1976)
- Luigi Dallapiccola, compositore e pianista italiano (Pisino, n. 1904 - Firenze, † 1975)
- Luigi Dentice, compositore, cantante e liutista italiano (Napoli, n. 1510 - Napoli, † 1566)
- Luigi Denza, compositore italiano (Castellammare di Stabia, n. 1846 - Londra, † 1922)
- Luigi Fedeli, compositore italiano (Asti, n. 1892 - Ravenna, † 1927)
- Luigi Matteo Fischetti, compositore e pianista italiano (Martina Franca, n. 1830 - Napoli, † 1887)
- Luigi Garzoni di Adorgnano, compositore e filologo italiano (Tricesimo, n. 1890 - Cassacco, † 1972)
- Luigi Gatti, compositore italiano (Lazise, n. 1740 - Salisburgo, † 1817)
- Luigi Gazzotti, compositore, direttore d'orchestra e fotografo italiano (Modena, n. 1886 - Vignola, † 1923)
- Luigi Gherardeschi, compositore e organista italiano (Pistoia, n. 1791 - Pistoia, † 1871)
- Luigi Gordigiani, compositore e pianista italiano (Modena, n. 1806 - Firenze, † 1860)
- Luigi Guida, compositore, pianista e organista italiano (Vico Equense, n. 1883 - Vico Equense, † 1951)
- Luigi Lopez, compositore, musicista e cantante italiano (Roma, n. 1947 - Civita Castellana, † 2025)
- Luigi Luzzi, compositore italiano (Olevano di Lomellina, n. 1824 - Stradella, † 1876)
- Luigi Madonis, compositore e violinista italiano
- Luigi Mancia, compositore e cantante italiano
- Luigi Mapelli, compositore e direttore d'orchestra italiano (Bellinzago, n. 1855 - Milano, † 1913)
- Luigi Menegazzoli, compositore e organista italiano (Verona, n. 1880 - Milano, † 1970)
- Luigi Moretti, compositore e chitarrista italiano († 1850)
- Luigi Mosca, compositore italiano (Napoli, n. 1775 - Napoli, † 1824)
- Luigi Naddeo, compositore e musicista italiano (Roma, n. 1934 - Roma, † 2009)
- Luigi Nono, compositore e scrittore italiano (Venezia, n. 1924 - Venezia, † 1990)
- Luigi Perrachio, compositore e pianista italiano (Torino, n. 1883 - Torino, † 1966)
- Luigi Pigarelli, compositore e magistrato italiano (Trento, n. 1875 - † 1964)
- Luigi Rachel, compositore italiano (Cagliari, n. 1879 - Cagliari, † 1949)
- Luigi Ricci, compositore italiano (Napoli, n. 1805 - Praga, † 1859)
- Luigi Ricci-Stolz, compositore italiano (Trieste, n. 1852 - Milano, † 1906)
- Luigi Rossi, compositore e musicista italiano (Torremaggiore - Roma, † 1653)
- Luigi Felice Rossi, compositore e critico musicale italiano (Brandizzo, n. 1805 - Torino, † 1863)
- Luigi Russolo, compositore, pittore e inventore italiano (Portogruaro, n. 1885 - Laveno-Mombello, † 1947)
- Luigi Seviroli, compositore e musicista italiano (Torino, n. 1970)
- Luigi Sozzi, compositore italiano (Caprino Bergamasco, n. 1838 - Caprino Bergamasco, † 1885)
- Luigi Vinci, compositore e direttore d'orchestra italiano

## Compositori di scacchi(1)
- Fratelli Mai, compositore di scacchi italiano (Torino, n. 1903 - Torino, † 1970)

## Condottieri(4)
- Luigi Avogadro, condottiero italiano (Brescia - Brescia, † 1512)
- Luigi Dal Verme, condottiero italiano (Melzo, † 1449)
- Luigi I Gonzaga, condottiero italiano (Mantova, n. 1268 - Mantova, † 1360)
- Luigi Gonzaga, condottiero italiano (San Martino dall'Argine, n. 1599 - † 1660)

## Coreografi(1)
- Luigi Manzotti, coreografo e mimo italiano (Milano, n. 1835 - Milano, † 1905)

## Cornisti(1)
- Luigi Pini, cornista italiano (Fontanellato, n. 1790 - Fontanellato, † 1848)

## Critici cinematografici(1)
- Luigi Chiarini, critico cinematografico, sceneggiatore e regista italiano (Roma, n. 1900 - Roma, † 1975)

## Critici d'arte(3)
- Luigi Carluccio, critico d'arte italiano (Calimera, n. 1911 - San Paolo, † 1981)
- Luigi Ficacci, critico d'arte italiano (Roma, n. 1954)
- Luigi Tallarico, critico d'arte e giornalista italiano (Crotone, n. 1926 - Roma, † 2021)

## Critici letterari(11)
- Luigi Baldacci, critico letterario, giornalista e italianista italiano (Firenze, n. 1930 - Firenze, † 2002)
- Luigi Foscolo Benedetto, critico letterario e francesista italiano (Cumiana, n. 1886 - Cumiana, † 1966)
- Luigi Berti, critico letterario, poeta e scrittore italiano (Rio Marina, n. 1904 - Milano, † 1964)
- Luigi Blasucci, critico letterario e italianista italiano (Altamura, n. 1924 - Pisa, † 2021)
- Luigi Bàccolo, critico letterario e biografo italiano (Savigliano, n. 1913 - Cuneo, † 1992)
- Luigi Piccioni, critico letterario e storico della letteratura italiano (Brescia, n. 1870 - Torino, † 1955)
- Luigi Pietrobono, critico letterario italiano (Alatri, n. 1863 - Roma, † 1960)
- Luigi Russo, critico letterario e storico della letteratura italiano (Delia, n. 1892 - Marina di Pietrasanta, † 1961)
- Luigi Tonelli, critico letterario, critico teatrale e scrittore italiano (Teramo, n. 1890 - Roma, † 1939)
- Luigi Valli, critico letterario italiano (Roma, n. 1878 - Roma, † 1931)
- Luigi de Nardis, critico letterario, filologo e francesista italiano (Roma, n. 1928 - Roma, † 1999)

## Critici musicali(2)
- Luigi Fait, critico musicale italiano (Trento, n. 1935 - Roma, † 2017)
- Luigi Magnani, critico musicale, musicologo e scrittore italiano (Reggio Emilia, n. 1906 - Mamiano, † 1984)

## Crittografi(1)
- Luigi Sacco, crittanalista e generale italiano (Alba, n. 1883 - Roma, † 1970)

## Danzatori(4)
- Luigi Albertieri, ballerino e coreografo italiano (Milano, n. 1860 - New York, † 1930)
- Luigi Astolfi, danzatore, coreografo e compositore italiano (Lombardia - Milano)
- Luigi Bonino, danzatore e attore italiano (Bra, n. 1949)
- Swan, ballerino e coreografo italiano (Taranto, n. 1982 - Bologna, † 2023)

## Danzatori su ghiaccio(1)
- Luigi Freroni, ex danzatore su ghiaccio italiano (Acquanegra sul Chiese, n. 1955)

## Decoratori(1)
- Luigi Borgomainerio, decoratore, disegnatore e illustratore italiano (Como, n. 1834 - Rio de Janeiro, † 1876)

## Designer(2)
- Luigi Colani, designer tedesco (Berlino, n. 1928 - Karlsruhe, † 2019)
- Luigi Molinis, designer e architetto italiano (Udine, n. 1940)

## Diplomatici(10)
- Luigi Avogadro di Collobiano Arborio, diplomatico e politico italiano (Torino, n. 1843 - Piverone, † 1917)
- Luigi Cocastelli, diplomatico italiano (Mantova, n. 1745 - Mantova, † 1824)
- Luigi R. Einaudi, diplomatico e docente statunitense (Cambridge, n. 1936)
- Luigi Vittorio Ferraris, diplomatico italiano (Roma, n. 1928 - Senigallia, † 2018)
- Luigi Maglione, diplomatico italiano (Casoria, n. 1877 - Casoria, † 1944)
- Luigi Giulio Mancini-Mazzarino, diplomatico e scrittore francese (Parigi, n. 1716 - Parigi, † 1798)
- Luigi Paladini, diplomatico italiano (Lecce - Lecce, † 1510)
- Luigi Pio di Savoia, diplomatico italiano (Ferrara, n. 1674 - Padova, † 1755)
- Luigi Vannutelli Rey, diplomatico italiano (Roma, n. 1880 - † 1968)
- Edoardo de Launay, diplomatico italiano (Pinerolo, n. 1820 - Berlino, † 1892)

## Direttori d'orchestra(4)
- Luigi Mancinelli, direttore d'orchestra, compositore e violoncellista italiano (Orvieto, n. 1848 - Roma, † 1921)
- Luigi Ricci, direttore d'orchestra e arrangiatore italiano (Rocca di Papa, n. 1893 - Rocca di Papa, † 1981)
- Luigi Urbini, direttore d'orchestra italiano (Roma, n. 1928 - Roma, † 2003)
- Luigi Vannuccini, direttore d'orchestra e compositore italiano (Foiano della Chiana, n. 1828 - Bagni di Lucca, † 1911)

## Direttori della fotografia(3)
- Luigi Ciccarese, direttore della fotografia italiano (Roma, n. 1952)
- Luigi Kuveiller, direttore della fotografia italiano (Roma, n. 1927 - Fiano Romano, † 2013)
- Luigi Martinucci, direttore della fotografia italiano (Galatina, n. 1968)

## Dirigenti d'azienda(6)
- Luigi Bon, dirigente d'azienda italiano (Udine, n. 1888 - † 1969)
- Luigi Dall'Igna, manager e ingegnere italiano (Thiene, n. 1966)
- Luigi Farace, manager e politico italiano (Bari, n. 1934 - Bari, † 2018)
- Luigi Ferraris, dirigente d'azienda italiano (Legnano, n. 1962)
- Luigi Gubitosi, dirigente d'azienda italiano (Napoli, n. 1961)
- Luigi Roth, dirigente d'azienda italiano (Milano, n. 1940)

## Dirigenti pubblici(2)
- Luigi Beretta Anguissola, dirigente pubblico italiano (Piacenza, n. 1915 - Anzio, † 2001)
- Luigi Mennini, dirigente pubblico italiano (Roma - † 1997)

## Dirigenti sportivi(14)
- Luigi Aicardi, dirigente sportivo italiano (n. 1865 - Genova, † 1923)
- Luigi Allemandi, dirigente sportivo, allenatore di calcio e calciatore italiano (San Damiano Macra, n. 1903 - Pietra Ligure, † 1978)
- Luigi Ansbacher, dirigente sportivo e giurista italiano (Milano, n. 1878 - Milano, † 1956)
- Luigi Beghetto, dirigente sportivo e ex calciatore italiano (Bassano del Grappa, n. 1973)
- Luigi Caffarelli, dirigente sportivo, allenatore di calcio e ex calciatore italiano (Napoli, n. 1962)
- Luigi Faroppa, dirigente sportivo e allenatore di calcio italiano (Castelletto Uzzone, n. 1881)
- Luigi Gualco, dirigente sportivo e ex calciatore italiano (Alassio, n. 1965)
- Luigi Maggi, dirigente sportivo italiano (Roma, n. 1958)
- Luigi Monticelli Obizzi, dirigente sportivo e powerlifter italiano (Crema, n. 1863 - Milano, † 1946)
- Gigi Peronace, dirigente sportivo e calciatore italiano (Soverato, n. 1925 - Roma, † 1980)
- Luigi Piangerelli, dirigente sportivo e ex calciatore italiano (Porto Recanati, n. 1973)
- Gino Rovetta, dirigente sportivo italiano (Brescia, n. 1896 - Brescia, † 1965)
- Luigi Saraceni, dirigente sportivo e calciatore italiano (Roma, n. 1903 - Roma, † 1972)
- Luigi Scuotto, dirigente sportivo italiano (Napoli, n. 1909 - Napoli, † 2008)

## Disc jockey(1)
- Don Joe, disc jockey, produttore discografico e rapper italiano (Milano, n. 1975)

## Disegnatori(2)
- Luigi Fergola, disegnatore, pittore e incisore italiano (Napoli, n. 1768 - Napoli, † 1835)
- Luigi Mayer, disegnatore e pittore italiano (n. 1755 - Londra, † 1803)

## Divulgatori scientifici(1)
- Luigi Bignami, divulgatore scientifico e personaggio televisivo italiano (Hettange-Grande, n. 1955)

## Doppiatori(3)
- Luigi Ferraro, doppiatore italiano (Fondi, n. 1967)
- Luigi Morville, doppiatore italiano (Nettuno, n. 1977)
- Luigi Rosa, doppiatore, dialoghista e direttore del doppiaggio italiano (Torino, n. 1966)

## Drammaturghi(13)
- Luigi Alberti, commediografo e giornalista italiano (Firenze, n. 1822 - Firenze, † 1898)
- Luigi Antonelli, drammaturgo italiano (Castilenti, n. 1877 - Pescara, † 1942)
- Luigi Candoni, drammaturgo e scrittore italiano (Arta Terme, n. 1921 - Udine, † 1974)
- Luigi Chiarelli, commediografo, scrittore e giornalista italiano (Trani, n. 1880 - Roma, † 1947)
- Luigi Gozzi, drammaturgo e regista teatrale italiano (Bologna, n. 1935 - Bologna, † 2008)
- Luigi Illica, commediografo e librettista italiano (Castell'Arquato, n. 1857 - Castell'Arquato, † 1919)
- Luigi Lunari, drammaturgo, traduttore e saggista italiano (Milano, n. 1934 - Milano, † 2019)
- Luigi Pirandello, drammaturgo, scrittore e poeta italiano (Agrigento, n. 1867 - Roma, † 1936)
- Luigi Randanini, commediografo italiano (Roma, n. 1802 - Roma, † 1866)
- Luigi Sarzano, commediografo e poeta italiano (Moncalvo, n. 1927 - Torino, † 2000)
- Luigi Scevola, drammaturgo italiano (Brescia, n. 1770 - Milano, † 1818)
- Luigi Sugana, drammaturgo italiano (Treviso, n. 1857 - Venezia, † 1904)
- Luigi Suñer, commediografo italiano (L'Avana, n. 1832 - Firenze, † 1909)

## Ebanisti(1)
- Luigi Prinotto, ebanista italiano (Cissone - Torino, † 1780)

## Economisti(15)
- Luigi Biggeri, economista e statistico italiano (Bibbiena, n. 1939)
- Luigi Blanch, economista, politico e storico italiano (Lucera, n. 1784 - Napoli, † 1872)
- Luigi Bodio, economista e statistico italiano (Milano, n. 1840 - Roma, † 1920)
- Luigi Chitti, economista e filosofo italiano (Cittanova, n. 1784 - New York, † 1853)
- Luigi Cossa, economista italiano (Milano, n. 1831 - Pavia, † 1896)
- Luigi Fontana Russo, economista italiano (Trapani, n. 1868 - Roma, † 1953)
- Luigi Frey, economista e banchiere italiano (Milano, n. 1934 - Milano, † 2019)
- Luigi Guatri, economista italiano (Trezzo sull'Adda, n. 1927 - Milano, † 2025)
- Luigi Marattin, economista e politico italiano (Napoli, n. 1979)
- Luigi Paganetto, economista italiano (Genova, n. 1940)
- Luigi Pasinetti, economista italiano (Zanica, n. 1930 - Milano, † 2023)
- Luigi Serristori, economista e politico italiano (Firenze, n. 1793 - Firenze, † 1857)
- Luigi Spaventa, economista e politico italiano (Roma, n. 1934 - Roma, † 2013)
- Luigi Valeriani, economista e docente italiano (Imola, n. 1758 - Bologna, † 1828)
- Luigi Zingales, economista e blogger italiano (Padova, n. 1963)

## Editori(7)
- Alex Alexis, editore, scrittore e traduttore italiano (Caramagna Piemonte, n. 1902 - Caramagna Piemonte, † 1962)
- Luigi Brioschi, editore, traduttore e scrittore italiano (Vimercate, n. 1941)
- Luigi Chiurazzi, editore italiano (Napoli, n. 1831 - Napoli, † 1926)
- Luigi Acilio, editore italiano (Alife - Napoli)
- Luigi Pachì, editore, giornalista e scrittore italiano (Milano, n. 1961)
- Luigi Perdisa, editore italiano (Ravenna, n. 1906 - Bologna, † 1985)
- Luigi Spagnol, editore e traduttore italiano (Milano, n. 1961 - Milano, † 2020)

## Educatori(2)
- Luigi Morandi, educatore, scrittore e grammatico italiano (Todi, n. 1844 - Roma, † 1922)
- Luigi Pirotta, educatore italiano (Roma, n. 1900 - Roma, † 1971)

## Egittologi(1)
- Luigi Vassalli, egittologo e patriota italiano (Milano, n. 1812 - Roma, † 1887)

## Entomologi(1)
- Luigi Failla Tedaldi, entomologo italiano (Castelbuono, n. 1853 - Palermo, † 1933)

## Esperantisti(1)
- Luigi Giambene, esperantista e teologo italiano (Roma, n. 1866 - Roma, † 1944)

## Esploratori(3)
- Luigi Maria d'Albertis, esploratore, naturalista e botanico italiano (Voltri, n. 1841 - Sassari, † 1901)
- Luigi Balzan, esploratore, naturalista e aracnologo italiano (Badia Polesine, n. 1865 - Padova, † 1893)
- Luigi Filippo Roberto d'Orléans, esploratore e politico francese (Twickenham, n. 1869 - Palermo, † 1926)

## Faccendieri(1)
- Luigi Bisignani, faccendiere e giornalista italiano (Milano, n. 1953)

## Fantini(4)
- Luigi Brandani, fantino italiano (Presciano, n. 1786 - Siena, † 1843)
- Luigi Bruschelli, fantino italiano (Siena, n. 1968)
- Luigi Giraldini, fantino italiano (Piombino, n. 1812)
- Luigi Sucini, fantino italiano (Pieve a Bozzone, n. 1746 - Siena, † 1824)

## Farmacisti(1)
- Luigi Valentino Brugnatelli, farmacista, chimico e fisico italiano (Pavia, n. 1761 - Pavia, † 1818)

## Filologi(8)
- Luigi Cellucci, filologo e storico dell'arte italiano (San Donato Val di Comino, n. 1876 - Roma, † 1962)
- Luigi Lehnus, filologo classico e grecista italiano (n. 1946)
- Luigi Alessandro Michelangeli, filologo classico, traduttore e grecista italiano (Iesi, n. 1845 - Bologna, † 1922)
- Luigi Milone, filologo italiano (Venezia, n. 1949 - Venezia, † 2012)
- Luigi Moraldi, filologo e biblista italiano (Carpasio, n. 1915 - Milano, † 2001)
- Luigi Maria Rezzi, filologo, bibliotecario e traduttore italiano (Piacenza, n. 1785 - Roma, † 1857)
- Luigi Sorrento, filologo, linguista e critico letterario italiano (Licata, n. 1884 - Milano, † 1953)
- Luigi Spina, filologo, grecista e saggista italiano (Salerno, n. 1946)

## Filosofi(11)
- Luigi Alici, filosofo italiano (Grottazzolina, n. 1950)
- Luigi Aurigemma, filosofo, psicoanalista e scrittore italiano (Napoli, n. 1923 - Parigi, † 2007)
- Luigi Corvaglia, filosofo e scrittore italiano (Melissano, n. 1892 - Roma, † 1966)
- Luigi Mario Engaku Taino, filosofo e scrittore italiano (Roma, n. 1938 - Orvieto, † 2021)
- Luigi Ferri, filosofo italiano (Bologna, n. 1826 - Roma, † 1895)
- Luigi Lombardi Vallauri, filosofo italiano (Roma, n. 1936)
- Luigi Marino, filosofo, storico e letterato italiano (Ravanusa, n. 1847 - Catania, † 1912)
- Luigi Pareyson, filosofo italiano (Piasco, n. 1918 - Milano, † 1991)
- Luigi Scaravelli, filosofo italiano (Firenze, n. 1894 - Firenze, † 1957)
- Luigi Stefanini, filosofo e pedagogista italiano (Treviso, n. 1891 - Padova, † 1956)
- Luigi Vero Tarca, filosofo italiano (Sondrio, n. 1947)

## Fisici(10)
- Luigi Sante Da Rios, fisico e matematico italiano (Santa Lucia di Piave, n. 1881 - Padova, † 1965)
- Luigi Donati, fisico e matematico italiano (Fossombrone, n. 1846 - Bologna, † 1932)
- Luigi Giulotto, fisico italiano (Mantova, n. 1911 - Pavia, † 1986)
- Luigi Magrini, fisico italiano (Udine, n. 1802 - † 1868)
- Luigi Pacinotti, fisico italiano (Pistoia, n. 1807 - Pisa, † 1889)
- Luigi Palazzo, fisico italiano (Torino, n. 1861 - Firenze, † 1933)
- Luigi Palmieri, fisico e politico italiano (Faicchio, n. 1807 - Pompei, † 1896)
- Luigi Puccianti, fisico italiano (Pisa, n. 1875 - Pisa, † 1952)
- Luigi Arialdo Radicati di Brozolo, fisico italiano (Milano, n. 1919 - Pisa, † 2019)
- Luigi Stringa, fisico italiano (Genova, n. 1939 - Monaco, † 2000)

## Fisiologi(1)
- Luigi Galvani, fisiologo, fisico e anatomista italiano (Bologna, n. 1737 - Bologna, † 1798)

## Fotografi(7)
- Luigi Fiorillo, fotografo italiano (Napoli, n. 1847 - † 1898)
- Luigi Gallotta, fotografo italiano (Eboli, n. 1898 - Eboli, † 1995)
- Luigi Ghirri, fotografo italiano (Scandiano, n. 1943 - Reggio Emilia, † 1992)
- Luigi Marzocchi, fotografo e militare italiano (Molinella, n. 1888 - † 1970)
- Luigi Montabone, fotografo italiano († 1877)
- Luigi Sacchi, fotografo italiano (Milano, n. 1805 - Milano, † 1861)
- Luigi Vaghi, fotografo italiano (Parma, n. 1882 - Parma, † 1967)

## Francescani(2)
- Luigi Pirano, francescano e vescovo cattolico italiano (Pirano)
- Luigi Antonio Sabbatini, francescano e compositore italiano (Albano Laziale, n. 1732 - Padova, † 1809)

## Fumettisti(11)
- Gino Baldo, fumettista e illustratore italiano (Padova, n. 1884 - Milano, † 1961)
- Luigi Cavenago, fumettista e illustratore italiano (Milano, n. 1982)
- Luigi Copello, fumettista italiano (Lavagna, n. 1972)
- Luigi Coppola, fumettista italiano (Napoli, n. 1957)
- Luigi Grecchi, fumettista italiano (Milano, n. 1923 - Ventimiglia, † 2001)
- Luigi Marchesi, fumettista italiano (Brembio, n. 1939 - Milano, † 2006)
- Luigi Merati, fumettista italiano (Limbiate, n. 1944)
- Luigi Mignacco, fumettista e sceneggiatore italiano (Genova, n. 1960)
- Luigi Piccatto, fumettista, giocatore di football americano e allenatore di football americano italiano (Torino, n. 1954 - Asti, † 2023)
- Gigi Simeoni, fumettista italiano (Brescia, n. 1967)
- Luigi Siniscalchi, fumettista italiano (Salerno, n. 1971)

## Funzionari(9)
- Luigi Ajossa, funzionario e politico italiano (Cinquefrondi - Cinquefrondi, † 1878)
- Luigi Di Lella, prefetto e politico italiano (Carpino, n. 1869 - Firenze, † 1957)
- Luigi Gatti, prefetto italiano (Milano, n. 1913 - Dongo, † 1945)
- Luigi Gerra, prefetto e politico italiano (Compiano, n. 1829 - Roma, † 1882)
- Luigi Gravina, prefetto e politico italiano (Catania, n. 1830 - Giarre, † 1910)
- Luigi Guidobono Cavalchini Garofoli, funzionario e diplomatico italiano (Torino, n. 1934)
- Luigi Neyrone, funzionario italiano (Alessandria, n. 1877)
- Luigi Russo, prefetto, politico e generale italiano (Verona, n. 1882 - Roma, † 1964)
- Luigi Zini, prefetto, magistrato e politico italiano (Modena, n. 1821 - Modena, † 1894)

## Gastronomi(2)
- Luigi Carnacina, gastronomo italiano (Roma, n. 1888 - Roma, † 1981)
- Luigi Veronelli, gastronomo, giornalista e editore italiano (Milano, n. 1926 - Bergamo, † 2004)

## Genetisti(1)
- Luigi Luca Cavalli-Sforza, genetista e antropologo italiano (Genova, n. 1922 - Belluno, † 2018)

## Geografi(6)
- Luigi Vittorio Bertarelli, geografo e speleologo italiano (Milano, n. 1859 - Milano, † 1926)
- Luigi Filippo De Magistris, geografo italiano (Roma, n. 1872 - Milano, † 1950)
- Luigi De Marchi, geografo, geologo e bibliotecario italiano (Milano, n. 1857 - Padova, † 1936)
- Luigi Hugues, geografo e compositore italiano (Casale Monferrato, n. 1836 - Casale Monferrato, † 1913)
- Luigi Robecchi Bricchetti, geografo e esploratore italiano (Pavia, n. 1855 - Pavia, † 1926)
- Luigi Visintin, geografo italiano (Brazzano, n. 1892 - Novara, † 1958)

## Germanisti(1)
- Luigi Reitani, germanista e traduttore italiano (Foggia, n. 1959 - Berlino, † 2021)

## Gesuiti(6)
- Luigi Centurione, gesuita italiano (Genova, n. 1686 - Castel Gandolfo, † 1757)
- Luigi Fortis, gesuita italiano (Verona, n. 1748 - Roma, † 1829)
- Luigi Gonzaga, gesuita e santo italiano (Castiglione delle Stiviere, n. 1568 - Roma, † 1591)
- Luigi Antonio Lanzi, gesuita, archeologo e storico dell'arte italiano (Treia, n. 1732 - Firenze, † 1810)
- Luigi Persoglio, gesuita italiano (Genova, n. 1830 - Genova, † 1911)
- Luigi Taparelli d'Azeglio, gesuita, filosofo e sociologo italiano (Torino, n. 1793 - Roma, † 1862)

## Ginecologi(2)
- Luigi Maria Bossi, ginecologo e politico italiano (Malnate, n. 1859 - Milano, † 1919)
- Luigi Mangiagalli, ginecologo e politico italiano (Mortara, n. 1850 - Milano, † 1928)

## Ginnasti(6)
- Luigi Cambiaso, ginnasta italiano (Rivarolo Ligure, n. 1895 - Genova, † 1975)
- Luigi Cimnaghi, ginnasta e dirigente sportivo italiano (Meda, n. 1940 - Roma, † 2024)
- Luigi Contessi, ginnasta italiano (Brescia, n. 1894 - Brescia, † 1967)
- Luigi Costigliolo, ginnasta italiano (Genova, n. 1892 - Genova, † 1939)
- Luigi Maiocco, ginnasta italiano (Torino, n. 1892 - Torino, † 1965)
- Luigi Zanetti, ginnasta italiano (Padova, n. 1921 - Prato, † 2008)

## Giocatori di baseball(1)
- Luigi Tomasella, ex giocatore di baseball italiano (Pravisdomini, n. 1954)

## Giocatori di calcio a 5(1)
- Luigi Pagana, ex giocatore di calcio a 5 e allenatore di calcio a 5 italiano (Montefiascone, n. 1970)

## Giuristi(23)
- Luigi Abello, giurista italiano (Torino, n. 1870 - Firenze, † 1947)
- Luigi Berlinguer, giurista e politico italiano (Sassari, n. 1932 - Siena, † 2023)
- Luigi Carraro, giurista e politico italiano (Padova, n. 1916 - Padova, † 1980)
- Luigi Condorelli Francaviglia, giurista italiano (Catania, n. 1938)
- Luigi Cremani, giurista e magistrato italiano (Arezzo, n. 1748 - Firenze, † 1838)
- Luigi Ferrajoli, giurista e ex magistrato italiano (Firenze, n. 1940)
- Luigi Ferrara, giurista italiano (Spinazzola, n. 1875 - Roma, † 1950)
- Luigi Ferrari Bravo, giurista italiano (Napoli, n. 1933 - Roma, † 2016)
- Luigi Ferri, giurista italiano (Crespellano, n. 1914 - Bologna, † 2008)
- Luigi Genuardi, giurista italiano (Palermo, n. 1882 - Palermo, † 1935)
- Luigi Luzzatti, giurista, economista e banchiere italiano (Venezia, n. 1841 - Roma, † 1927)
- Luigi Majno, giurista e politico italiano (Gallarate, n. 1852 - Milano, † 1915)
- Luigi Matteucci, giurista, magistrato e politico italiano (Livorno, n. 1772 - Firenze, † 1841)
- Luigi Mazzella, giurista e politico italiano (Salerno, n. 1932)
- Luigi Mengoni, giurista italiano (Villazzano, n. 1922 - Milano, † 2001)
- Luigi Miraglia, giurista, filosofo e politico italiano (Reggio Calabria, n. 1846 - Napoli, † 1903)
- Luigi Montesano, giurista italiano (Roma, n. 1926 - Roma, † 2009)
- Luigi Piantanida, giurista italiano (n. 1770)
- Luigi Pintor, giurista e politico italiano (Cagliari, n. 1882 - Chamonix, † 1925)
- Luigi Rava, giurista e politico italiano (Ravenna, n. 1860 - Roma, † 1938)
- Luigi Sanminiatelli Zabarella, giurista e politico italiano (Pieve Santo Stefano, n. 1834 - Firenze, † 1879)
- Luigi Zanzi, giurista e storico italiano (Varese, n. 1938 - Varese, † 2015)
- Luigi Zuppetta, giurista e politico italiano (Castelnuovo della Daunia, n. 1810 - Portici, † 1889)

## Glottologi(1)
- Luigi Heilmann, glottologo italiano (Portalbera, n. 1911 - Bologna, † 1988)

## Graffiti writer(1)
- Raptuz, writer italiano (Rodano, n. 1968)

## Grammatici(1)
- Luigi Antonio Zompa, grammatico e latinista italiano (Teano, n. 1496 - Napoli, † 1557)

## Grecisti(2)
- Luigi Battezzato, grecista e filologo classico italiano (Vercelli, n. 1967)
- Luigi Enrico Rossi, grecista e filologo classico italiano (Roma, n. 1933 - Roma, † 2009)

## Hockeisti su ghiaccio(1)
- Luigi Da Corte, ex hockeista su ghiaccio italiano (Auronzo di Cadore, n. 1973)

## Hockeisti su pista(1)
- Luigi Gallina, hockeista su pista e allenatore di hockey su pista italiano (n. 1911)

## Igienisti(1)
- Luigi Pagliani, igienista italiano (Genola, n. 1847 - Torino, † 1932)

## Illustratori(4)
- Gino Boccasile, illustratore, pubblicitario e militare italiano (Bari, n. 1901 - Milano, † 1952)
- Luigi Corteggi, illustratore, grafico e fumettista italiano (Milano, n. 1933 - Casorzo, † 2018)
- Luigi Martinati, illustratore, pubblicitario e pittore italiano (Firenze, n. 1893 - Roma, † 1983)
- Luigi Melandri, illustratore, pittore e decoratore italiano (Mezzano, n. 1892 - Milano, † 1955)

## Imitatori(2)
- Gigi Sabani, imitatore, conduttore televisivo e cantante italiano (Roma, n. 1952 - Roma, † 2007)
- Gigi Vigliani, imitatore italiano (Roma, n. 1960)

## Imprenditori(39)
- Luigi Abete, imprenditore e dirigente d'azienda italiano (Roma, n. 1947)
- Luigi Amato, imprenditore e politico italiano (Napoli, n. 1910 - Napoli, † 1977)
- Luigi Battei, imprenditore, patriota e editore italiano (Parma, n. 1847 - Parma, † 1917)
- Luigi Boncompagni Ludovisi, imprenditore e politico italiano (Roma, n. 1857 - Roma, † 1928)
- Luigi Borsarelli di Rifreddo, imprenditore e politico italiano (Torino, n. 1856 - Settime, † 1936)
- Luigi Brugnaro, imprenditore, dirigente d'azienda e dirigente sportivo italiano (Mirano, n. 1961)
- Luigi Bruno, imprenditore italiano (Napoli, n. 1896 - Milano, † 1971)
- Luigi Buzzi, imprenditore italiano (Casale Monferrato, n. 1907 - Casale Monferrato, † 1992)
- Luigi Caflisch, imprenditore svizzero (Trin, n. 1791 - Coira, † 1866)
- Luigi Campedelli, imprenditore e dirigente sportivo italiano (Verona, n. 1931 - Verona, † 1992)
- Luigi Candiani, imprenditore italiano (Busto Arsizio, n. 1784 - Busto Arsizio, † 1845)
- Luigi Capè, imprenditore italiano (Milano - Sesto Calende, † 1945)
- Luigi Carbonari, imprenditore italiano (Todi, n. 1890 - Todi, † 1957)
- Luigi Carraro, imprenditore e dirigente sportivo italiano (Piove di Sacco, n. 1908 - Milano, † 1967)
- Luigi Ceriani, imprenditore e scacchista italiano (Milano, n. 1894 - † 1969)
- Luigi Gaetano Ceschina, imprenditore italiano (Dizzasco, n. 1879 - Milano, † 1960)
- Luigi Cimolai, imprenditore italiano (Fontanafredda, n. 1952)
- Luigi Contarini, imprenditore e politico italiano (Agrigento, n. 1841 - Agrigento, † 1908)
- Luigi Corioni, imprenditore e dirigente sportivo italiano (Castegnato, n. 1937 - Brescia, † 2016)
- Luigi Cremonini, imprenditore italiano (Savignano sul Panaro, n. 1939)
- Luigi Dalla Costa, imprenditore e dirigente sportivo italiano (Mirano, n. 1957)
- Luigi Dentice di Frasso, imprenditore e politico italiano (Brühl, n. 1861 - Roma, † 1947)
- Luigi Illario, imprenditore italiano (Valenza, n. 1898 - Valenza, † 1981)
- Luigi Innocenti, imprenditore italiano (Roma, n. 1923 - Milano, † 1995)
- Luigi Krumm, imprenditore e politico italiano (Legnano, n. 1828 - † 1899)
- Luigi Lavazza, imprenditore italiano (Murisengo, n. 1859 - Murisengo, † 1949)
- Luigi Leone, imprenditore italiano (Neive)
- Luigi Lucchini, imprenditore italiano (Casto, n. 1919 - Brescia, † 2013)
- Luigi Marchino, imprenditore italiano (Casale Monferrato, n. 1843 - Casale Monferrato, † 1915)
- Luigi Marzoli, imprenditore italiano (Palazzolo sull'Oglio, n. 1883 - Palazzolo sull'Oglio, † 1965)
- Luigi Merello, imprenditore e politico italiano (Zoagli, n. 1849 - Genova, † 1916)
- Luigi Montagnani, imprenditore e dirigente sportivo italiano (Formigine, n. 1922 - Modena, † 2000)
- Luigi Nocivelli, imprenditore e dirigente d'azienda italiano (Offlaga, n. 1930 - Verolanuova, † 2006)
- Luigi Orlando, imprenditore italiano (Milano, n. 1927 - Firenze, † 2005)
- Luigi Rovere, imprenditore e produttore cinematografico italiano (Acqui Terme, n. 1908 - Roma, † 1996)
- Luigi Segre, imprenditore, ingegnere e pilota automobilistico italiano (Napoli, n. 1919 - Torino, † 1963)
- Luigi Sessa, imprenditore italiano (Milano, n. 1887 - Milano, † 1959)
- Luigi Zappi Ceroni, imprenditore e politico italiano (Bologna, n. 1854 - Firenze, † 1932)
- Luigi Zunino, imprenditore italiano (Nizza Monferrato, n. 1959)

## Incisori(12)
- Luigi Antoldi, incisore italiano (Mantova, † 1878)
- Gino Barbieri, incisore e pittore italiano (Cesena, n. 1885 - monte Zomo, fronte di guerra, † 1917)
- Luigi Bartolini, incisore, pittore e scrittore italiano (Cupramontana, n. 1892 - Roma, † 1963)
- Luigi Calamatta, incisore italiano (Civitavecchia, n. 1801 - Milano, † 1869)
- Luigi Cossa, incisore e medaglista italiano (Cernusco Asinario, n. 1789 - Cernusco Asinario, † 1867)
- Luigi Fabri, incisore e editore italiano (Roma, n. 1778 - Albano Laziale, † 1835)
- Luigi Nuti, incisore, disegnatore e pittore italiano (Monsummano, n. 1748 - Prato, † 1821)
- Luigi Pichler, incisore italiano (Roma, n. 1773 - Roma, † 1854)
- Luigi Rados, incisore e pittore italiano (Parma, n. 1773 - Milano, † 1840)
- Luigi Rossini, incisore italiano (Ravenna, n. 1790 - Roma, † 1857)
- Luigi Schiavonetti, incisore italiano (Bassano del Grappa, n. 1764 - Londra, † 1810)
- Luigi Servolini, incisore, critico d'arte e storico dell'arte italiano (Livorno, n. 1906 - Livorno, † 1981)

## Indologi(2)
- Luigi Suali, indologo, filologo e glottologo italiano (Bologna, n. 1881 - Pavia, † 1957)
- Luigi Pio Tessitori, indologo italiano (Udine, n. 1887 - Bikaner, † 1919)

## Informatici(1)
- Luigi Dadda, informatico e ingegnere italiano (Lodi, n. 1923 - Milano, † 2012)

## Ingegneri(48)
- Luigi Andreoni, ingegnere italiano (Vercelli, n. 1853 - Montevideo, † 1936)
- Luigi Angelini, ingegnere e storico dell'architettura italiano (Bergamo, n. 1884 - Bergamo, † 1969)
- Gino Avena, ingegnere e architetto italiano (Napoli, n. 1898 - Napoli, † 1980)
- Luigi Baffa, ingegnere italiano (Galatina, n. 1894 - Lecce, † 1933)
- Luigi Baldacci, ingegnere e geologo italiano (Firenze, n. 1850 - Firenze, † 1927)
- Luigi Bonavoglia, ingegnere italiano (Brindisi, n. 1919 - Roma, † 2005)
- Luigi Borzì, ingegnere e architetto italiano (Messina, n. 1853 - † 1919)
- Luigi Broglio, ingegnere e militare italiano (Mestre, n. 1911 - Roma, † 2001)
- Luigi Caldera, ingegnere meccanico e inventore italiano (Cuneo - Torino, † 1905)
- Luigi Castoldi, ingegnere e imprenditore italiano (Ozzero, n. 1906 - Abbiategrasso, † 2000)
- Luigi Corradi, ingegnere italiano (Senigallia, n. 1848 - Terni, † 1921)
- Luigi Corradi, ingegnere italiano (Verona, n. 1926)
- Luigi Cosenza, ingegnere, urbanista e politico italiano (Napoli, n. 1905 - Napoli, † 1984)
- Luigi Cozza, ingegnere e politico italiano (Acquapendente, n. 1867 - Roma, † 1955)
- Luigi Crocco, ingegnere italiano (Palermo, n. 1909 - Roma, † 1986)
- Luigi De Andreis, ingegnere e politico italiano (Milano, n. 1857 - Milano, † 1929)
- Luigi Emanueli, ingegnere e inventore italiano (Milano, n. 1883 - Milano, † 1959)
- Luigi Frunzio, ingegnere e politico italiano (Foggia, n. 1913 - Napoli, † 1998)
- Luigi Gadola, ingegnere e politico italiano (Pontevico, n. 1861 - Brescia, † 1930)
- Luigi Gerbella, ingegnere italiano (Ancona, n. 1892 - Roma, † 1969)
- Luigi Gibezzi, ingegnere, dirigente sportivo e calciatore italiano (Borgo San Lorenzo, n. 1883 - Domaso, † 1956)
- Luigi Giura, ingegnere e architetto italiano (Maschito, n. 1795 - Napoli, † 1864)
- Luigi Greco, ingegnere italiano (Napoli, n. 1887 - Roma, † 1964)
- Luigi Gussalli, ingegnere e inventore italiano (Bologna, n. 1885 - Barbano di Salò, † 1950)
- Luigi Marangoni, ingegnere italiano (Venezia, n. 1872 - Vallada Agordina, † 1950)
- Luigi Marmiroli, ingegnere italiano (Fiorano Modenese, n. 1943)
- Luigi Mazzocchi, ingegnere italiano (Milano, n. 1844 - Milano, † 1925)
- Luigi Gerardo Napolitano, ingegnere italiano (Napoli, n. 1928 - Estes Park, † 1991)
- Luigi Nardi, ingegnere italiano (Venarotta, n. 1900 - † 1978)
- Luigi Negrelli, ingegnere italiano (Fiera di Primiero, n. 1799 - Vienna, † 1858)
- Luigi Orlando, ingegnere e politico italiano (Palermo, n. 1814 - Livorno, † 1896)
- Luigi Orlando, ingegnere italiano (Livorno, n. 1862 - Milano, † 1933)
- Luigi Pascale, ingegnere aeronautico e imprenditore italiano (Napoli, n. 1923 - Napoli, † 2017)
- Luigi Pera, ingegnere e architetto italiano (Pisa, n. 1899 - Pisa, † 1969)
- Luigi Poletti, ingegnere, architetto e filantropo italiano (Modena, n. 1792 - Milano, † 1869)
- Luigi Premi, ingegnere e patriota italiano (Casalmoro, n. 1838 - Casalmoro, † 1905)
- Luigi Quartapelle Procopio, ingegnere italiano (n. 1946)
- Luigi Rossari, ingegnere e dirigente d'azienda italiano (Garbagnate Milanese, n. 1903 - Milano, † 1985)
- Luigi Salsi, ingegnere, dirigente sportivo e editore italiano (Napoli, n. 1889 - Napoli, † 1933)
- Luigi Santarella, ingegnere italiano (Corato, n. 1886 - Milano, † 1935)
- Luigi Lorenzo Secchi, ingegnere, architetto e pubblicista italiano (Avenza, n. 1899 - Milano, † 1992)
- Luigi Solaini, ingegnere e matematico italiano (Carrara, n. 1909 - Milano, † 1989)
- Luigi Solari, ingegnere italiano (Torino, n. 1873 - Roma, † 1957)
- Luigi Stabilini, ingegnere italiano (Bologna, n. 1896 - Milano, † 1967)
- Luigi Tatti, ingegnere, architetto e teorico dell'architettura italiano (Como, n. 1808 - Montano Lucino, † 1881)
- Luigi Trezza, ingegnere e architetto italiano (Verona, n. 1752 - Verona, † 1823)
- Luigi Velani, ingegnere e dirigente pubblico italiano (Firenze, n. 1877 - Roma, † 1958)
- Luigi Viviani, ingegnere e militare italiano (Crema, n. 1903 - Atene, † 1943)

## Insegnanti(3)
- Luigi Configliachi, docente, filantropo e botanico italiano (Milano, n. 1787 - Montegrotto Terme, † 1864)
- Luigi Santamaria, insegnante italiano (Napoli, n. 1835 - Napoli, † 1912)
- Luigi Tatto, insegnante e scrittore italiano (Feltre, n. 1922 - Feltre, † 2003)

## Inventori(2)
- Luigi Magrini, inventore e imprenditore italiano (Milano, n. 1864 - Bergamo, † 1933)
- Luigi Torchi, inventore italiano (n. 1812)

## Judoka(2)
- Luigi Guido, ex judoka e allenatore di judo italiano (Novi Ligure, n. 1968)
- Luigi Nisticò, ex judoka e allenatore di judo italiano

## Karateka(2)
- Luigi Busà, karateka italiano (Avola, n. 1987)
- Luigi Zoia, karateka e maestro di karate italiano (Milano, n. 1948)

## Latinisti(2)
- Luigi Castiglioni, latinista e filologo classico italiano (Azzate, n. 1882 - Milano, † 1965)
- Luigi Miraglia, latinista e filologo classico italiano (Napoli, n. 1965)

## Lessicografi(1)
- Luigi della Noce, lessicografo, latinista e politico italiano (Rovescala, n. 1808 - Bitonto, † 1885)

## Letterati(11)
- Luigi Anelli, letterato, editore e archeologo italiano (Vasto, n. 1860 - Vasto, † 1944)
- Luigi Capponi, letterato italiano (Firenze, n. 1505 - Firenze, † 1584)
- Luigi Chiodi, letterato e scrittore italiano (Verdello, n. 1914 - Verdello, † 1988)
- Luigi Fornaciari, letterato e magistrato italiano (Lucca, n. 1798 - Lucca, † 1858)
- Luigi Gaiter, letterato italiano (Caprino Veronese, n. 1815 - † 1895)
- Luigi Lechi, letterato e politico italiano (Brescia, n. 1786 - Brescia, † 1867)
- Luigi Groto, letterato e drammaturgo italiano (Adria, n. 1541 - Venezia, † 1585)
- Luigi Malaspina, letterato e nobile italiano (Pavia, n. 1754 - Milano, † 1835)
- Luigi Muzzi, letterato, filologo e epigrafista italiano (Prato, n. 1776 - Firenze, † 1865)
- Luigi Pungileoni, letterato, teologo e storico dell'arte italiano (Correggio, n. 1762 - Roma, † 1844)
- Luigi Tulumello, letterato, giurista e politico italiano (Racalmuto, n. 1850 - Racalmuto, † 1923)

## Librettisti(2)
- Luigi Giusti, librettista italiano (Venezia, n. 1709 - Vienna, † 1766)
- Luigi Romanelli, librettista italiano (Roma, n. 1751 - Milano, † 1839)

## Linguisti(5)
- Luigi Luciano Bonaparte, linguista e mineralogista francese (Thorngrove, n. 1813 - Fano, † 1891)
- Luigi Ceci, linguista e glottologo italiano (Alatri, n. 1859 - Alatri, † 1927)
- Luigi Reho, linguista e poeta italiano (Monopoli, n. 1916 - Monopoli, † 2013)
- Luigi Rizzi, linguista e glottologo italiano (Genova, n. 1952)
- Luigi Rosiello, linguista italiano (Bologna, n. 1930 - Bologna, † 1993)

## Liutai(3)
- Luigi Galimberti, liutaio italiano (Seveso, n. 1888 - Milano, † 1957)
- Luigi Lanaro, liutaio italiano (Mason Vicentino, n. 1920 - Abano Terme, † 2017)
- Luigi Mozzani, liutaio, chitarrista e compositore italiano (Faenza, n. 1869 - Rovereto, † 1943)

## Lottatori(3)
- Luigi Campanella, lottatore e partigiano italiano (San Siro di Struppa, n. 1918 - Genova, † 2018)
- Luigi Chinazzo, lottatore italiano (Pederobba, n. 1932 - † 2000)
- Luigi Rigamonti, lottatore e chirurgo italiano (Brescia, n. 1920 - Brescia, † 1990)

## Lunghisti(1)
- Luigi Ulivelli, lunghista italiano (Corazzano, n. 1935 - Livorno, † 2010)

## Maestri di scherma(2)
- Luigi Colombetti, maestro di scherma italiano (Stradella, n. 1872 - Torino, † 1958)
- Luigi Tarantino, maestro di scherma e ex schermidore italiano (Napoli, n. 1972)

## Mafiosi(8)
- Luigi Bonaventura, mafioso e collaboratore di giustizia italiano (Crotone, n. 1971)
- Luigi Galli, mafioso italiano (Messina, n. 1956)
- Luigi Giuliano, mafioso e collaboratore di giustizia italiano (Napoli, n. 1949)
- Luigi Ilardo, mafioso italiano (Catania, n. 1951 - Catania, † 1996)
- Luigi Impastato, mafioso italiano (Cinisi, n. 1904 - Cinisi, † 1977)
- Luigi Mancuso, mafioso italiano (Limbadi, n. 1954)
- Luigi Sparacio, mafioso e collaboratore di giustizia italiano (Messina, n. 1961)
- Luigi Vrenna, mafioso italiano (Crotone, n. 1909 - Crotone, † 1992)

## Magistrati(13)
- Luigi Bianchi D'Espinosa, magistrato e partigiano italiano (Napoli, n. 1911 - Milano, † 1972)
- Luigi Daga, magistrato italiano (Catanzaro, n. 1947 - Roma, † 1993)
- Luigi Dei Bei, magistrato e politico italiano (Mestre, n. 1830 - Mira, † 1905)
- Luigi Ferrari, magistrato e poliziotto italiano (L'Aquila, n. 1888 - Roma, † 1955)
- Luigi Giampaolino, magistrato italiano (Pomigliano d'Arco, n. 1938 - Roma, † 2020)
- Luigi Giampietro, magistrato e politico italiano (Napoli, n. 1861 - Roma, † 1950)
- Luigi Lombardini, magistrato italiano (Cagliari, n. 1935 - Cagliari, † 1998)
- Luigi Maruotti, magistrato italiano (Napoli, n. 1957)
- Luigi Montagnini, magistrato e politico italiano (Trino, n. 1815 - Torino, † 1882)
- Luigi Oggioni, magistrato italiano (Caltanissetta, n. 1892 - Roma, † 1979)
- Luigi Saraceni, magistrato, avvocato e politico italiano (Castrovillari, n. 1937 - Roma, † 2024)
- Luigi Scotti, ex magistrato, politico e giurista italiano (Napoli, n. 1932)
- Luigi Trivelli, magistrato e politico italiano (Mercogliano, n. 1879 - Roma, † 1949)

## Marciatori(2)
- Luigi Bosatra, marciatore italiano (Milano, n. 1905 - Abbiategrasso, † 1981)
- Luigi De Rosso, marciatore e allenatore di atletica leggera italiano (Velo d'Astico, n. 1935 - Padova, † 2020)

## Matematici(12)
- Luigi Ambrosio, matematico italiano (Alba, n. 1963)
- Luigi Amerio, matematico italiano (Padova, n. 1912 - Milano, † 2004)
- Luigi Amoroso, matematico e economista italiano (Napoli, n. 1886 - Roma, † 1965)
- Luigi Berzolari, matematico italiano (Napoli, n. 1863 - Pavia, † 1949)
- Luigi Bianchi, matematico e politico italiano (Parma, n. 1856 - Pisa, † 1928)
- Luigi Brusotti, matematico italiano (Pavia, n. 1877 - Padova, † 1959)
- Luigi Campedelli, matematico italiano (Castelnuovo di Garfagnana, n. 1903 - Firenze, † 1978)
- Luigi Cremona, matematico e politico italiano (Pavia, n. 1830 - Roma, † 1903)
- Luigi Fantappiè, matematico italiano (Viterbo, n. 1901 - Viterbo, † 1956)
- Luigi Gatteschi, matematico italiano (Pelago, n. 1923 - Torino, † 2007)
- Luigi Pepe, matematico italiano (Piedimonte Matese, n. 1947)
- Luigi Poletti, matematico e poeta italiano (Pontremoli, n. 1864 - Pontremoli, † 1967)

## Medici(29)
- Luigi Acconci, medico italiano (Vicopisano, n. 1851 - Vicopisano, † 1900)
- Luigi Alpago-Novello, medico, letterato e storico italiano (Belluno, n. 1854 - Belluno, † 1943)
- Luigi Amabile, medico, storico e politico italiano (Avellino, n. 1828 - Napoli, † 1892)
- Luigi Angeli, medico e scrittore italiano (Imola, n. 1739 - Imola, † 1829)
- Luigi Bogliolo, medico italiano (Sassari, n. 1908 - Belo Horizonte, † 1981)
- Luigi Bosi, medico italiano (Ferrara, n. 1809 - Livorno, † 1883)
- Luigi Arsenio Brugnola, medico e politico italiano (Montrone, n. 1870 - Montrone, † 1943)
- Luigi Bucciante, medico e anatomista italiano (Licata, n. 1902 - Padova, † 1994)
- Luigi Calori, medico e anatomista italiano (San Pietro in Casale, n. 1807 - Bologna, † 1896)
- Luigi Calza, medico italiano (Bologna, n. 1737 - Padova, † 1783)
- Luigi Capitanio, medico e politico italiano (Monopoli, n. 1863 - Monopoli, † 1922)
- Luigi Cittadini, medico italiano (Arezzo, n. 1787 - Arezzo, † 1854)
- Luigi Devoto, medico e politico italiano (Borzonasca, n. 1864 - Milano, † 1936)
- Luigi D'Amato, medico italiano (Campochiaro, n. 1874 - Napoli, † 1951)
- Luigi Fabbri, medico e politico italiano (Massa Fiscaglia, n. 1949)
- Luigi Carlo Farini, medico, storico e politico italiano (Russi, n. 1812 - Quarto, † 1866)
- Luigi Galassi, medico italiano (Roma, n. 1817 - Roma, † 1895)
- Luigi Gedda, medico, attivista e editore italiano (Venezia, n. 1902 - Roma, † 2000)
- Luigi Gentilini, medico italiano (Roma, n. 1937)
- Luigi Giuntini, medico italiano (Firenze, n. 1761 - Firenze, † 1824)
- Luigi Ioculano, medico italiano (Seminara, n. 1941 - Gioia Tauro, † 1998)
- Luigi Lilio, medico, astronomo e matematico italiano (Cirò, n. 1510 - Roma, † 1574)
- Luigi Marchesani, medico e storico italiano (Vasto, n. 1802 - Vasto, † 1870)
- Luigi Maschi, medico e saggista italiano (Parma, n. 1823 - † 1897)
- Luigi Romano Menini, medico e politico italiano (Comacchio, n. 1903)
- Luigi Sacco, medico italiano (Varese, n. 1769 - Milano, † 1836)
- Luigi Scabia, medico e psichiatra italiano (Padova, n. 1868 - Volterra, † 1934)
- Luigi Simonetta, medico e politico italiano (Milano, n. 1861 - Milano, † 1934)
- Gino Strada, medico, attivista e filantropo italiano (Sesto San Giovanni, n. 1948 - Honfleur, † 2021)

## Medievisti(1)
- Luigi Romolo Cielo, medievista e storico dell'arte italiano (Castelvenere, n. 1938 - Amorosi, † 2021)

## Meteorologi(1)
- Luigi Santomauro, meteorologo e giornalista italiano (Ventotene, n. 1909 - Milano, † 1983)

## Mezzofondisti(4)
- Luigi Beccali, mezzofondista italiano (Milano, n. 1907 - Rapallo, † 1990)
- Luigi Conti, mezzofondista e maratoneta italiano (Lecco, n. 1937 - Schio, † 2025)
- Luigi Pelliccioli, mezzofondista italiano (Seriate, n. 1922 - Cesano Maderno, † 1998)
- Luigi Zarcone, mezzofondista italiano (Villabate, n. 1950 - Palermo, † 2001)

## Mineralogisti(3)
- Luigi Bombicci, mineralogista e museologo italiano (Siena, n. 1833 - Bologna, † 1903)
- Luigi Brugnatelli, mineralogista italiano (Sairano, n. 1859 - Pavia, † 1928)
- Luigi Celleri, mineralogista italiano (San Piero in Campo, n. 1828 - San Piero in Campo, † 1900)

## Missionari(1)
- Luigi Gentili, missionario italiano (Roma, n. 1801 - Dublino, † 1848)

## Monaci cristiani(1)
- Luigi De Sario, monaco cristiano e organista italiano (Terlizzi, n. 1913 - Montecassino, † 2011)

## Musicisti(9)
- Luigi Celeghin, musicista e organista italiano (Briana, n. 1931 - Roma, † 2012)
- Luigi Cinque, musicista e regista italiano
- Gigi De Rienzo, musicista, produttore discografico e arrangiatore italiano (Paternopoli, n. 1955)
- Luigi Ferrari Trecate, musicista, compositore e organista italiano (Alessandria, n. 1884 - Roma, † 1964)
- Luigi Forino, musicista, violoncellista e compositore italiano (Roma, n. 1868 - Roma, † 1936)
- Luigi Lai, musicista italiano (San Vito, n. 1932)
- Gino Marielli, musicista e cantautore italiano (Olbia, n. 1958)
- Luigi Meomartini, musicista e politico italiano (Colle Sannita, n. 1888 - Colle Sannita, † 1955)
- Gigi Venegoni, musicista, chitarrista e compositore italiano (Bergamo, n. 1951)

## Musicologi(5)
- Luigi Pestalozza, musicologo, giornalista e critico musicale italiano (Milano, n. 1928 - Milano, † 2017)
- Luigi Rognoni, musicologo, critico musicale e regista teatrale italiano (Milano, n. 1913 - Milano, † 1986)
- Luigi Ronga, musicologo italiano (Torino, n. 1901 - Roma, † 1983)
- Luigi Torchi, musicologo italiano (Mordano, n. 1858 - Bologna, † 1920)
- Luigi Alberto Villanis, musicologo italiano (San Mauro Torinese, n. 1863 - Pesaro, † 1906)

## Naturalisti(1)
- Luigi Lavizzari, naturalista, geologo e politico svizzero (Mendrisio, n. 1814 - Lugano, † 1875)

## Navigatori(1)
- Luigi Corsi, marinaio e militare italiano (La Spezia, n. 1898 - Capo Matapan, † 1941)

## Neurologi(1)
- Luigi De Maio, neurologo, psichiatra e psicologo italiano (Napoli, n. 1948)

## Neuroscienziati(1)
- Luigi De Gennaro, neuroscienziato italiano (Salerno, n. 1959)

## Numismatici(2)
- Luigi Nicolò Castellana, numismatico italiano (Tarcento, n. 1928)
- Luigi Adriano Milani, numismatico, filologo e museologo italiano (Verona, n. 1854 - Firenze, † 1914)

## Nuotatori(1)
- Luigi Beggiato, nuotatore italiano (Monselice, n. 1998)

## Oncologi(1)
- Luigi Chieco Bianchi, oncologo e patologo italiano (Bari, n. 1933 - Padova, † 2023)

## Operai(1)
- Luigi Nada, operaio e attivista italiano (Torino, n. 1910 - Gusen, † 1944)

## Orafi(4)
- Luigi Anichini, orafo, intagliatore e medaglista italiano (Venezia - Ferrara)
- Luigi Giorgi, orafo, incisore e medaglista italiano (Lucca, n. 1848 - Roma, † 1912)
- Luigi Valadier, orafo e gioielliere italiano (Roma, n. 1726 - Roma, † 1785)
- Luigi Natale Vernazzi, orafo italiano (Parma, n. 1771 - Parma, † 1836)

## Organari(2)
- Luigi Cavalletti, organaro italiano
- Luigi Maroni Biroldi, organaro italiano (Varese, n. 1790 - Novara, † 1842)

## Organisti(5)
- Luigi Bottazzo, organista e compositore italiano (Presina di Piazzola, n. 1845 - Padova, † 1924)
- Luigi Calistri, organista italiano (Loreto, n. 1921 - Macerata, † 1991)
- Luigi Molfino, organista, compositore e direttore di coro italiano (Lugano, n. 1916 - Milano, † 2012)
- Luigi Picchi, organista e compositore italiano (Sairano, n. 1899 - Como, † 1970)
- Luigi Ferdinando Tagliavini, organista, clavicembalista e musicologo italiano (Bologna, n. 1929 - Bologna, † 2017)

## Orientalisti(1)
- Luigi Santa Maria, orientalista e linguista italiano (Napoli, n. 1919 - Roma, † 2008)

## Ornitologi(1)
- Luigi Capponi, ornitologo e nobile italiano (Firenze, n. 1834 - Firenze, † 1921)

## Ostacolisti(2)
- Luigi Bertocchi, ostacolista italiano (Bergamo, n. 1965 - † 2017)
- Luigi Facelli, ostacolista e velocista italiano (Acqui Terme, n. 1898 - Milano, † 1991)

## Pallamanisti(1)
- Luigi Rudilosso, ex pallamanista e allenatore di pallamano italiano (Siracusa, n. 1964)

## Pallanuotisti(7)
- Luigi Castagnola, ex pallanuotista italiano (Sori, n. 1953)
- Luigi Di Costanzo, pallanuotista italiano (Napoli, n. 1982)
- Luigi Du Jardin, pallanuotista e calciatore italiano (Pegli, n. 1893 - Castelnuovo Magra, † 1961)
- Luigi Gobbi, pallanuotista italiano (Pescara, n. 1988)
- Luigi Leone, ex pallanuotista e allenatore di pallanuoto italiano (Siracusa, n. 1964)
- Luigi Mannelli, pallanuotista italiano (Napoli, n. 1939 - Napoli, † 2017)
- Luigi Achille Olivari, pallanuotista italiano (Genova, n. 1894)

## Pallavolisti(2)
- Luigi Mastrangelo, ex pallavolista italiano (Mottola, n. 1975)
- Luigi Randazzo, pallavolista italiano (Catania, n. 1994)

## Parolieri(2)
- Luigi Albertelli, paroliere e autore televisivo italiano (Tortona, n. 1934 - Tortona, † 2021)
- Gino Ingrosso, paroliere e compositore italiano (Castri di Lecce, n. 1932 - Lecce, † 2010)

## Partigiani(22)
- Luigi Agosti, partigiano italiano (Treviso, n. 1917 - Refrontolo, † 1944)
- Luigi Berni, partigiano italiano (Bagno di Romagna, n. 1894 - Passo delle Radici, † 1944)
- Luigi Bertett, partigiano italiano (Ranica, n. 1916 - Milano, † 2001)
- Luigi Briganti, partigiano italiano (Lentini, n. 1924 - Lentini, † 2006)
- Luigi Canali, partigiano e esperantista italiano (Como, n. 1912 - † 1945)
- Luigi Cappello, partigiano e antifascista italiano (Enego, n. 1924 - Enego, † 1945)
- Luigi Capriolo, partigiano italiano (Cinzano, n. 1902 - Villafranca d'Asti, † 1944)
- Luigi Cavallo, partigiano e giornalista italiano (Torino, n. 1920 - Béziers, † 2005)
- Luigi Cosattini, partigiano italiano (Udine, n. 1913 - Aschersleben, † 1945)
- Luigi Dal Pont, partigiano italiano (Belluno, n. 1924 - Belluno, † 1985)
- Luigi Ercoli, partigiano italiano (Bienno, n. 1919 - Mauthausen, † 1945)
- Luigi Faccio, partigiano e politico italiano (Vicenza, n. 1877 - Vicenza, † 1951)
- Luigi Lanfranconi, partigiano italiano (Voltri, n. 1913 - Genova, † 1945)
- Luigi Mattavelli, partigiano italiano (Cernusco sul Naviglio, n. 1924 - Gorgonzola, † 1945)
- Luigi Meneghello, partigiano e scrittore italiano (Malo, n. 1922 - Thiene, † 2007)
- Luigi Nicolò, partigiano italiano (Rimini, n. 1922 - Rimini, † 1944)
- Luigi Passoni, partigiano e politico italiano (Torino, n. 1926 - Torino, † 2005)
- Luigi Perna, partigiano italiano (Avellino, n. 1921 - Roma, † 1943)
- Luigi Pierobon, partigiano e antifascista italiano (Ca' Onorai, n. 1922 - Chiesanuova, † 1944)
- Luigi Rum, partigiano e sindacalista italiano (Genova, n. 1925 - Genova, † 1977)
- Luigi Tinti, partigiano italiano (Imola, n. 1920 - Imola, † 1954)
- Luigi Vacchini, partigiano italiano (Lodi Vecchio, n. 1883 - Ebensee, † 1944)

## Patologi(3)
- Luigi Frati, patologo italiano (Siena, n. 1943)
- Luigi Lucatello, patologo italiano (Treviso, n. 1863 - Padova, † 1926)
- Luigi Michelazzi, patologo italiano (Pisa, n. 1903 - Genova, † 1995)

## Patriarchi cattolici(2)
- Luigi Barlassina, patriarca cattolico italiano (Torino, n. 1872 - † 1947)
- Luigi Bevilacqua, patriarca cattolico, diplomatico e funzionario italiano (Ferrara, n. 1616 - Roma, † 1680)

## Patrioti(31)
- Luigi Angeloni, patriota e scrittore italiano (Frosinone - Londra, † 1842)
- Luigi Bartolucci, patriota italiano (Roma, n. 1788 - Tenda, † 1859)
- Luigi Basile, patriota, magistrato e politico italiano (Sant'Angelo di Brolo, n. 1820 - Roma, † 1889)
- Luigi Bay, patriota e militare italiano (Lodi, n. 1845 - Silanus, † 1934)
- Luigi Boldrini, patriota, giornalista e politico italiano (Mantova, n. 1828 - Castel d'Ario, † 1894)
- Luigi Bolis, patriota italiano (Bergamo, n. 1841 - Figline Valdarno, † 1932)
- Luigi Bruzzano, patriota e scrittore italiano (Monteleone di Calabria, n. 1838 - Monteleone di Calabria, † 1902)
- Luigi Carbone, patriota italiano (Sestri Ponente, n. 1837 - † 1913)
- Luigi Caroli, patriota e militare italiano (Bergamo, n. 1834 - Siberia, † 1865)
- Luigi Castellazzo, patriota, politico e scrittore italiano (Pavia, n. 1827 - Pistoia, † 1890)
- Luigi Dottesio, patriota italiano (Como, n. 1814 - Venezia, † 1851)
- Luigi Fabio, patriota e militare italiano (Pavia, n. 1836 - Pavia, † 1890)
- Luigi Formiga, patriota italiano (Mantova, n. 1840 - Milano, † 1919)
- Luigi Giannone, patriota italiano (Acri, n. 1772 - Acri, † 1867)
- Luigi Gusmaroli, patriota e religioso italiano (Mantova, n. 1811 - La Maddalena, † 1872)
- Luigi La Porta, patriota, politico e militare italiano (Palermo, n. 1830 - Monte Porzio Catone, † 1894)
- Luigi Maccaferri, patriota e ingegnere italiano (Massa Lombarda, n. 1834 - Massa Lombarda, † 1903)
- Luigi Martignoni, patriota e militare italiano (Lodi, n. 1827 - Calatafimi, † 1860)
- Luigi Miceli, patriota e politico italiano (Longobardi, n. 1824 - Roma, † 1906)
- Luigi Minichini, patriota e presbitero italiano (Nola, n. 1783 - Filadelfia, † 1861)
- Luigi Moratti, patriota e militare italiano (Castiglione delle Stiviere, n. 1818 - Ceresara, † 1877)
- Luigi Pastori, patriota italiano (Venezia, n. 1829 - Napoli, † 1903)
- Luigi Pastro, patriota e politico italiano (Selva del Montello, n. 1822 - Venezia, † 1915)
- Luigi Perla, patriota e militare italiano (Bergamo, n. 1839 - Talant, † 1871)
- Luigi Pesci, patriota italiano (Castel Goffredo, n. 1819 - Castel Goffredo)
- Luigi Pianciani, patriota e politico italiano (Roma, n. 1810 - Spoleto, † 1890)
- Luigi Porro Lambertenghi, patriota, imprenditore e politico italiano (Como, n. 1780 - Milano, † 1860)
- Luigi Rossetti, patriota e giornalista italiano (Genova, n. 1800 - Viamão, † 1840)
- Luigi Tinelli, patriota, imprenditore e diplomatico italiano (Laveno, n. 1799 - New York, † 1872)
- Luigi Wimmer, patriota e ingegnere italiano (Retz, n. 1842 - Gardone Riviera, † 1883)
- Luigi Zamboni, patriota italiano (Bologna, n. 1772 - Bologna, † 1795)

## Pedagogisti(2)
- Luigi Imperatori, pedagogo e teologo svizzero (Pollegio, n. 1844 - Pollegio, † 1900)
- Luigi Volpicelli, pedagogista italiano (Siena, n. 1900 - Roma, † 1983)

## Pediatri(2)
- Luigi Concetti, pediatra italiano (Viterbo, n. 1854 - Roma, † 1920)
- Luigi Martino Spolverini, pediatra e politico italiano (San Martino al Cimino, n. 1873 - Roma, † 1965)

## Personaggi televisivi(1)
- Luigi Pelazza, personaggio televisivo italiano (Torino, n. 1969)

## Pesisti(2)
- Luigi De Santis, ex pesista e discobolo italiano (Ascoli Piceno, n. 1957)
- Luigi Sintoni, ex pesista italiano (n. 1955)

## Pianisti(6)
- Luigi Gallino, pianista e direttore d'orchestra italiano (Savigliano, n. 1887 - Torino, † 1950)
- Luigi Gaetano Gullì, pianista e compositore italiano (Scilla, n. 1859 - Oceano Atlantico, † 1918)
- Luigi Manenti, pianista, compositore e docente italiano (Cazzago San Martino, n. 1889 - Brescia, † 1980)
- Luigi Martinale, pianista, compositore e arrangiatore italiano (Torino, n. 1963)
- Luigi Sartori, pianista e compositore italiano (Spresiano, n. 1817 - Dresda, † 1844)
- Luigi Taccheo, pianista e compositore italiano (Chioggia, n. 1849 - Venezia, † 1940)

## Piloti automobilistici(11)
- Luigi Arcangeli, pilota automobilistico e pilota motociclistico italiano (Bordonchio, n. 1894 - Monza, † 1931)
- Gino Bianco, pilota automobilistico brasiliano (Milano, n. 1916 - Rio de Janeiro, † 1984)
- Luigi Chinetti, pilota automobilistico, imprenditore e dirigente sportivo italiano (Jerago con Orago, n. 1901 - Greenwich, † 1994)
- Luigi Fagioli, pilota automobilistico italiano (Osimo, n. 1898 - Monte Carlo, † 1952)
- Luigi Musso, pilota automobilistico italiano (Roma, n. 1924 - Reims, † 1958)
- Luigi Piotti, pilota automobilistico e imprenditore italiano (Milano, n. 1913 - Godiasco Salice Terme, † 1971)
- Luigi Soffietti, pilota automobilistico italiano (n. 1930)
- Luigi Taramazzo, pilota automobilistico italiano (Ceva, n. 1932 - Vallecrosia, † 2004)
- Gino Valenzano, pilota automobilistico, imprenditore e scrittore italiano (Asti, n. 1920 - Torino, † 2011)
- Gigi Villoresi, pilota automobilistico italiano (Milano, n. 1909 - Modena, † 1997)
- Luigi Vinaccia, pilota automobilistico italiano (Massa Lubrense, n. 1959)

## Piloti di rally(2)
- Luigi Macaluso, copilota di rally e manager italiano (Torino, n. 1948 - La Chaux-de-Fonds, † 2010)
- Luigi Pirollo, copilota di rally italiano (Castelfranco Veneto, n. 1954)

## Piloti motociclistici(2)
- Luigi Morciano, pilota motociclistico italiano (Anzio, n. 1994)
- Luigi Taveri, pilota motociclistico svizzero (Horgen, n. 1929 - Zurigo, † 2018)

## Piloti motonautici(1)
- Luigi Radice, pilota motonautico italiano (Milano, n. 1950)

## Pistard(4)
- Luigi Borghetti, ex pistard e ciclista su strada italiano (Rho, n. 1943)
- Luigi Colombo, pistard italiano
- Luigi Roncaglia, ex pistard e ciclista su strada italiano (Roverbella, n. 1943)
- Luigi Tasselli, pistard e ciclista su strada italiano (Pietole, n. 1901 - Mantova, † 1971)

## Poeti(30)
- Luigi Alamanni, poeta italiano (Firenze, n. 1495 - Amboise, † 1556)
- Luigi Asquasciati, poeta italiano (Sanremo, n. 1905 - Sanremo, † 1986)
- Luigi Bauch, poeta italiano (Sebenico, n. 1873 - Firenze, † 1945)
- Luigi Benaglio, poeta italiano (Bergamo, n. 1843 - Bergamo, † 1908)
- Luigi Brigiotti, poeta italiano (Teramo, n. 1859 - † 1933)
- Luigi Cerretti, poeta, scrittore e politico italiano (Modena, n. 1738 - Pavia, † 1808)
- Luigi Conforti, poeta, critico letterario e saggista italiano (Torino, n. 1854 - Napoli, † 1907)
- Luigi Conocchia, poeta italiano (Sora, n. 1876 - Sora, † 1906)
- Luigi Di Ruscio, poeta, scrittore e saggista italiano (Fermo, n. 1930 - Oslo, † 2011)
- Luigi Dommarco, poeta e paroliere italiano (Ortona, n. 1876 - Roma, † 1969)
- Luigi Eredia, poeta italiano (Palermo - Palermo, † 1604)
- Luigi Fallacara, poeta e scrittore italiano (Bari, n. 1890 - Firenze, † 1963)
- Luigi Fenga, poeta, romanziere e saggista italiano (Verona, n. 1928 - Genova, † 2016)
- Luigi Ferretti, poeta italiano (Roma, n. 1836 - Roma, † 1881)
- Luigi Fiacchi, poeta, filologo e presbitero italiano (Scarperia, n. 1754 - Firenze, † 1825)
- Fillìa, poeta e pittore italiano (Revello, n. 1904 - Torino, † 1936)
- Luigi Fiorentino, poeta e saggista italiano (Mazara del Vallo, n. 1913 - Trieste, † 1981)
- Luigi Fontanella, poeta, critico letterario e scrittore italiano (Salerno, n. 1943)
- Luigi Gualdo, poeta e scrittore italiano (Milano, n. 1847 - Parigi, † 1898)
- Luigi Lamberti, poeta, scrittore e traduttore italiano (Reggio Emilia, n. 1759 - Milano, † 1813)
- Luigi Lezzani, poeta e traduttore italiano (Roma, n. 1818 - Roma, † 1861)
- Luigi Manzoni, poeta e imprenditore italiano (Lecco, n. 1892 - Lecco, † 1979)
- Luigi Mercantini, poeta e patriota italiano (Ripatransone, n. 1821 - Palermo, † 1872)
- Luigi Nogarola, poeta e librettista italiano (Verona, n. 1669 - Verona, † 1715)
- Luigi Armando Olivero, poeta e giornalista italiano (Villastellone, n. 1909 - Roma, † 1996)
- Luigi Orsini, poeta, scrittore e librettista italiano (Imola, n. 1873 - ivi, † 1954)
- Luigi Pasotelli, poeta italiano (Cremona, n. 1926 - † 1993)
- Luigi Polacchi, poeta e scrittore italiano (Penne, n. 1894 - Pescara, † 1988)
- Luigi Pulci, poeta italiano (Firenze, n. 1432 - Padova, † 1484)
- Luigi Tansillo, poeta italiano (Venosa, n. 1510 - Teano, † 1568)

## Politologi(2)
- Luigi Bobbio, politologo italiano (Torino, n. 1944 - Torino, † 2017)
- Luigi Pedrazzi, politologo e giornalista italiano (Bologna, n. 1927 - Crevalcore, † 2017)

## Poliziotti(6)
- Luigi Berti, poliziotto italiano (Prignano sulla Secchia, n. 1828 - Roma, † 1890)
- Luigi Bodenza, poliziotto italiano (Enna, n. 1944 - Gravina di Catania, † 1994)
- Luigi Bolza, poliziotto italiano (Loveno, n. 1786 - Loveno, † 1874)
- Luigi Savina, poliziotto, prefetto e dirigente pubblico italiano (Chieti, n. 1954)
- Luigi Sementa, poliziotto e generale italiano (Salerno, n. 1958)
- Luigi Venerandi, carabiniere italiano (Ferrara, n. 1892 - Roma, † 1971)

## Principi(44)
- Luigi III d'Angiò, principe francese (Angiò, n. 1403 - Cosenza, † 1434)
- Luigi I di Anhalt-Köthen, principe tedesco (Dessau, n. 1579 - Köthen, † 1650)
- Luigi di Anhalt-Köthen, principe (Köthen, n. 1778 - Köthen, † 1802)
- Giorgio d'Assia, principe (Darmstadt, n. 1780 - Darmstadt, † 1856)
- Guglielmo di Baden, principe tedesco (Karlsruhe, n. 1829 - Karlsruhe, † 1897)
- Luigi Giovanni Maria di Borbone, duca di Penthièvre, principe francese (castello di Rambouillet, n. 1725 - castello di Bizy, † 1793)
- Luigi di Borbone-Vendôme, principe (n. 1473 - † 1520)
- Luigi del Liechtenstein, principe austriaco (Hollenegg, n. 1869 - Vaduz, † 1955)
- Luigi di Beaumont, principe e conte (n. 1341 - Apulia, † 1372)
- Luigi di Lorena, principe (Lunéville, n. 1704 - † 1711)
- Luigi d'Assia-Darmstadt, principe tedesco (Darmstadt, n. 1908 - Francoforte sul Meno, † 1968)
- Luigi di Nassau-Saarbrücken, principe tedesco (Saarbrücken, n. 1745 - Aschaffenburg, † 1794)
- Luigi di Bentheim e Steinfurt, principe tedesco (Steinfurt, n. 1756 - † 1817)
- Luigi di Borbone-Spagna, principe spagnolo (Madrid, n. 1864 - Algeri, † 1889)
- Luigi Guglielmo di Bentheim e Steinfurt, principe tedesco (Steinfurt, n. 1812 - Steinfurt, † 1890)
- Luigi de la Cerda, principe (n. 1291 - Lamotte-du-Rhône, † 1348)
- Luigi I d'Angiò, principe francese (Vincennes, n. 1339 - Bisceglie, † 1384)
- Luigi I del Liechtenstein, principe (Vienna, n. 1759 - Vienna, † 1805)
- Luigi II d'Angiò, principe francese (Tolosa, n. 1377 - Angers, † 1417)
- Luigi II del Liechtenstein, principe austriaco (Vienna, n. 1796 - Lednice, † 1858)
- Luigi del Liechtenstein, principe liechtensteinese (Zurigo, n. 1968)
- Luigi di Lussemburgo, principe lussemburghese (Lussemburgo, n. 1986)
- Luigi I di Monaco, principe monegasco (Monaco, n. 1642 - Roma, † 1701)
- Luigi II di Monaco, principe (Baden-Baden, n. 1870 - Monaco, † 1949)
- Luigi Ferdinando d'Orléans, principe spagnolo (Madrid, n. 1888 - Parigi, † 1945)
- Luigi Gastone di Sassonia-Coburgo-Koháry, principe (Ebenthal, n. 1870 - Innsbruck, † 1942)
- Luigi Federico II di Schwarzburg-Rudolstadt, principe (Rudolstadt, n. 1767 - Rudolstadt, † 1807)
- Luigi Maria Filippo d'Orléans-Braganza, principe e scrittore brasiliano (Petrópolis, n. 1878 - Cannes, † 1920)
- Antonio Filippo di Borbone-Orléans, principe francese (Parigi, n. 1775 - Berkshire, † 1807)
- Luigi Alessandro di Borbone, principe francese (Parigi, n. 1747 - Louveciennes, † 1768)
- Luigi Armando II di Borbone-Conti, principe francese (Versailles, n. 1695 - Parigi, † 1727)
- Luigi Francesco Giuseppe di Borbone-Conti, principe francese (Parigi, n. 1734 - Barcellona, † 1814)
- Luigi di Borbone-Due Sicilie, principe italiano (Napoli, n. 1824 - Parigi, † 1897)
- Luigi di Borbone-Parma, principe (Schwarzau am Steinfeld, n. 1899 - Mandelieu-la-Napoule, † 1967)
- Luigi di Castiglia, principe (n. 1243 - † 1279)
- Luigi Ferdinando di Borbone-Francia, principe francese (Versailles, n. 1729 - Fontainebleau, † 1765)
- Luigi di Borbone-Francia, principe francese (Versailles, n. 1751 - Versailles, † 1761)
- Luigi di Brandeburgo, principe (Kleve, n. 1666 - Potsdam, † 1687)
- Luigi Augusto di Sassonia-Coburgo-Koháry, principe (Castello d'Eu, n. 1845 - Karlovy Vary, † 1907)
- Luigi Federico di Sassonia-Hildburghausen, principe e generale (Hildburghausen, n. 1710 - Nimega, † 1759)
- Luigi Vittorio di Savoia-Carignano, principe (Parigi, n. 1721 - Torino, † 1778)
- Luigi Federico I di Schwarzburg-Rudolstadt, principe (Rudolstadt, n. 1667 - Rudolstadt, † 1718)
- Luigi Filippo di Thurn und Taxis, principe tedesco (Ratisbona, n. 1901 - Niederaichbach, † 1933)
- Luigi Guglielmo in Baviera, principe tedesco (Tegernsee, n. 1884 - Kreuth, † 1968)

## Produttori cinematografici(4)
- Luigi Carpentieri, produttore cinematografico italiano (Roma, n. 1920 - Italia, † 1987)
- Luigi De Laurentiis, produttore cinematografico italiano (Torre Annunziata, n. 1917 - Roma, † 1992)
- Luigi De Laurentiis, produttore cinematografico e dirigente sportivo italiano (Roma, n. 1979)
- Luigi Musini, produttore cinematografico italiano (Parma, n. 1948)

## Produttori discografici(1)
- Luigi Piergiovanni, produttore discografico italiano (Roma, n. 1954)

## Progettisti(1)
- Luigi Bazzi, progettista italiano (Novara, n. 1892 - Modena, † 1986)

## Psichiatri(3)
- Luigi Cancrini, psichiatra e politico italiano (Roma, n. 1938)
- Luigi Ferrarese, psichiatra e politico italiano (Brienza, n. 1795 - Napoli, † 1855)
- Luigi Massignan, psichiatra e partigiano italiano (Montecchio Maggiore, n. 1919 - Padova, † 2020)

## Psicoanalisti(1)
- Luigi Zoja, psicoanalista e sociologo italiano (Varese, n. 1943)

## Psicologi(4)
- Luigi Maria Anolli, psicologo italiano (Alba, n. 1945 - Monza, † 2012)
- Luigi De Marchi, psicologo e saggista italiano (Brescia, n. 1927 - Roma, † 2010)
- Luigi Meschieri, psicologo italiano (Bologna, n. 1919 - Roma, † 1985)
- Luigi Pagliarani, psicologo e giornalista italiano (Rimini, n. 1922 - Sorengo, † 2001)

## Pugili(6)
- Luigi Castiglione, ex pugile italiano (San Severo, n. 1967)
- Lou Ambers, pugile statunitense (Herkimer, n. 1913 - † 1995)
- Luigi Minchillo, pugile italiano (San Paolo Civitate, n. 1955 - Pesaro, † 2023)
- Luigi Musina, pugile italiano (San Floriano del Collio, n. 1914 - Cormons, † 1990)
- Luigi Patruno, ex pugile italiano (Chiavari, n. 1943)
- Luigi Rovati, pugile italiano (Cinisello Balsamo, n. 1904 - Locarno, † 1989)

## Rapper(2)
- Lou X, rapper italiano (Tortoreto, n. 1971)
- DJ Lugi, rapper, disc jockey e beatmaker etiope (Adama, n. 1969)

## Registi(22)
- Luigi Bazzoni, regista e sceneggiatore italiano (Salsomaggiore Terme, n. 1929 - Salsomaggiore Terme, † 2012)
- Luigi Romano Borgnetto, regista, sceneggiatore e scenografo italiano (Torino, n. 1881 - Torino, † 1957)
- Luigi Capuano, regista e sceneggiatore italiano (Napoli, n. 1904 - Roma, † 1979)
- Luigi Ciorciolini, regista italiano (Roma, n. 1950)
- Luigi Comencini, regista, sceneggiatore e critico cinematografico italiano (Salò, n. 1916 - Roma, † 2007)
- Luigi Cozzi, regista, sceneggiatore e saggista italiano (Busto Arsizio, n. 1947)
- Luigi Filippo D'Amico, regista, sceneggiatore e scrittore italiano (Roma, n. 1924 - Roma, † 2007)
- Luigi Di Gianni, regista e sceneggiatore italiano (Napoli, n. 1926 - Roma, † 2019)
- Luigi Faccini, regista italiano (Lerici, n. 1939)
- Luigi Giachino, regista, montatore e produttore cinematografico italiano (La Morra)
- Luigi Latini De Marchi, regista e sceneggiatore italiano (Treviso, n. 1927 - Scafati, † 2020)
- Luigi Magni, regista, sceneggiatore e scrittore italiano (Roma, n. 1928 - Roma, † 2013)
- Luigi Pastore, regista, sceneggiatore e produttore cinematografico italiano (Taranto, n. 1974)
- Luigi Perelli, regista e sceneggiatore italiano (La Spezia, n. 1937)
- Luigi Petrini, regista e sceneggiatore italiano (Roma, n. 1934 - Roma, † 2010)
- Luigi Sardiello, regista e sceneggiatore italiano (Firenze, n. 1962)
- Luigi Scattini, regista e sceneggiatore italiano (Torino, n. 1927 - Roma, † 2010)
- Luigi Sciutto, regista italiano (Genova)
- Luigi Squarzina, regista, drammaturgo e direttore artistico italiano (Livorno, n. 1922 - Roma, † 2010)
- Luigi Turolla, regista italiano (Milano, n. 1932 - Roma, † 2023)
- Luigi Vanzi, regista italiano (Ferrara, n. 1924 - Roma, † 1992)
- Luigi Zampa, regista e sceneggiatore italiano (Roma, n. 1905 - Roma, † 1991)

## Registi teatrali(2)
- Gigi Dall'Aglio, regista teatrale, drammaturgo e attore teatrale italiano (Parma, n. 1943 - Parma, † 2020)
- Luigi Maria Musati, regista teatrale e drammaturgo italiano (Fermo, n. 1949)

## Religiosi(11)
- Luigi Bertrando, religioso e missionario spagnolo (Valencia, n. 1526 - Valencia, † 1581)
- Luigi Bordino, religioso italiano (Castellinaldo d'Alba, n. 1922 - Torino, † 1977)
- Luigi Escalé Binefa, religioso spagnolo (Fondarella, n. 1912 - Barbastro, † 1936)
- Luigi Giacomelli, religioso italiano (Sommacampagna, n. 1839 - Verona, † 1926)
- Luigi Lladó Teixidor, religioso spagnolo (Viladasens, n. 1912 - Barbastro, † 1936)
- Luigi di Valladolid, religioso e teologo spagnolo (Valladolid, n. 1375 - Valladolid, † 1436)
- Luigi Masferrer Vila, religioso spagnolo (Torelló, n. 1912 - Barbastro, † 1936)
- Luigi Maria Monti, religioso italiano (Bovisio, n. 1825 - Saronno, † 1900)
- Luigi Bigi Pittorio, religioso e poeta italiano (Ferrara - Ferrara, † 1525)
- Luigi Ruzzenenti, religioso e archeologo italiano (Asola, n. 1838 - Asola, † 1905)
- Luigi Tezza, religioso e presbitero italiano (Conegliano, n. 1841 - Lima, † 1923)

## Restauratori(1)
- Luigi Cavenaghi, restauratore e pittore italiano (Caravaggio, n. 1844 - Milano, † 1918)

## Rugbisti a 15(6)
- Luigi Ferraro, ex rugbista a 15 italiano (Firenze, n. 1982)
- Nello Francescato, ex rugbista a 15 e medico italiano (Sardara, n. 1952)
- Luigi Guandalini, rugbista a 15 italiano (Tiezzo, Azzano Decimo, n. 1925 - Rovigo, † 1995)
- Luigi Luise, rugbista a 15, rugbista a 13 e allenatore di rugby a 15 italiano (Padova, n. 1927 - Padova, † 2014)
- Luigi Milani, rugbista a 15 italiano (L'Aquila, n. 1984)
- Luigi Troiani, ex rugbista a 15 e dirigente sportivo italiano (Afragola, n. 1964)

## Saggisti(3)
- Luigi Accattoli, saggista e giornalista italiano (Recanati, n. 1943)
- Luigi Cascioli, saggista italiano (Bagnoregio, n. 1934 - Viterbo, † 2010)
- Luigi Prestinenza Puglisi, saggista italiano (Catania, n. 1956)

## Saltatori con gli sci(1)
- Luigi Pennacchio, saltatore con gli sci italiano (Temù, n. 1933 - Sondrio, † 2001)

## Sassofonisti(1)
- Eraldo Volontè, sassofonista italiano (Milano, n. 1918 - Milano, † 2003)

## Scacchisti(3)
- Luigi Centurini, scacchista e compositore di scacchi italiano (Genova, n. 1820 - Genova, † 1900)
- Luigi Miliani, scacchista e ingegnere italiano (Livorno, n. 1875 - Venezia, † 1944)
- Luigi Sprega, scacchista italiano (Roma, n. 1829 - Roma, † 1887)

## Sceneggiatori(1)
- Luigi Cecchi, sceneggiatore e fumettista italiano (Roma, n. 1977)

## Scenografi(6)
- Luigi Ferrigno, scenografo italiano (Napoli, n. 1973)
- Luigi Manini, scenografo e architetto italiano (Crema, n. 1848 - Brescia, † 1936)
- Luigi Marchione, scenografo italiano (Pescosolido, n. 1957)
- Luigi Ricci, scenografo italiano
- Luigi Sapelli, scenografo, costumista e illustratore italiano (Pinerolo, n. 1865 - Milano, † 1936)
- Luigi Scaccianoce, scenografo italiano (Venezia, n. 1914 - Roma, † 1981)

## Schermidori(8)
- Luigi Cantone, schermidore italiano (Robbio, n. 1917 - Novara, † 1997)
- Luigi Carpaneda, schermidore italiano (Milano, n. 1925 - Milano, † 2011)
- Luigi Cuomo, schermidore italiano (La Canea, n. 1901 - Milano, † 1993)
- Luigi Mazzone, schermidore, dirigente sportivo e medico italiano (Catania, n. 1974)
- Luigi Miracco, schermidore italiano (Roma, n. 1988)
- Luigi Narduzzi, schermidore italiano (Venezia, n. 1932 - Venezia, † 1970)
- Luigi Samele, schermidore italiano (Foggia, n. 1987)
- Luigi Zonghi, schermidore italiano (Orvieto, n. 1959 - Viterbo, † 2023)

## Sciatori alpini(2)
- Luigi Colturi, sciatore alpino italiano (Bormio, n. 1967 - Bormio, † 2010)
- Luigi Tacchini, ex sciatore alpino italiano (Alzano Lombardo, n. 1971)

## Sciatori nautici(1)
- Roby Zucchi, sciatore nautico e dirigente sportivo italiano (Genova, n. 1951)

## Scienziati(4)
- Luigi Canali, scienziato e astronomo italiano (Perugia, n. 1759 - Perugia, † 1841)
- Luigi Ferrajolo, scienziato e geofisico italiano (Taranto, n. 1878 - † 1971)
- Luigi Ferdinando Marsili, scienziato, militare e geologo italiano (Bologna, n. 1658 - Bologna, † 1730)
- Luigi Paolucci, scienziato e naturalista italiano (Ancona, n. 1849 - Ancona, † 1935)

## Scrittori di fantascienza(1)
- Luigi Rinaldi, scrittore di fantascienza italiano (Roma, n. 1967)

## Scultori(38)
- Luigi Acquisti, scultore italiano (Forlì, n. 1745 - Bologna, † 1823)
- Luigi Amici, scultore italiano (Jesi, n. 1817 - Roma, † 1897)
- Luigi Belli, scultore italiano (Torino, n. 1844 - Torino, † 1919)
- Luigi Bienaimé, scultore italiano (Carrara, n. 1795 - Roma, † 1878)
- Luigi Borro, scultore italiano (Ceneda, n. 1826 - Venezia, † 1880)
- Luigi Brizzolara, scultore italiano (Chiavari, n. 1868 - Genova, † 1937)
- Luigi Broggini, scultore italiano (Cittiglio, n. 1908 - Milano, † 1983)
- Luigi Buzzi Leone, scultore italiano (Viggiù, n. 1823 - Viggiù, † 1909)
- Luigi Capponi, scultore italiano (Milano - Roma)
- Luigi Cartei, scultore italiano (Firenze, n. 1822 - Firenze, † 1891)
- Luigi Contratti, scultore italiano (Portogruaro, n. 1868 - Torino, † 1923)
- Luigi Crippa, scultore italiano (Monza, n. 1838 - Sovico, † 1895)
- Luigi De Luca, scultore italiano (Napoli, n. 1857 - Napoli, † 1938)
- Luigi Del Bianco, scultore italiano (Le Havre, n. 1892 - New York, † 1969)
- Luigi Di Fabrizio, scultore italiano (Penne, n. 1935)
- Luigi Fabris, scultore e ceramista italiano (Bassano del Grappa, n. 1883 - Bassano del Grappa, † 1952)
- Luigi Ferrari, scultore italiano (Venezia, n. 1810 - † 1894)
- Luigi Froni, scultore italiano (Alseno, n. 1901 - Parma, † 1965)
- Luigi Guglielmi, scultore italiano (Roma, n. 1834 - Roma, † 1908)
- Luigi Legnani, scultore e pittore italiano (Ferrara, n. 1851 - Ferrara, † 1910)
- Luigi Luparini, scultore italiano (Firenze, n. 1887 - Firenze, † 1943)
- Luigi Magi, scultore italiano (Asciano, n. 1804 - Firenze, † 1871)
- Luigi Mainoni, scultore italiano (Scandiano, n. 1804 - Modena, † 1853)
- Luigi Manfredini, scultore e medaglista italiano (Bologna, n. 1771 - Milano, † 1840)
- Luigi Marchesi, scultore italiano (Saltrio, n. 1799 - Saltrio, † 1874)
- Luigi Marras, scultore italiano (Cagliari, n. 1922 - Terni, † 2008)
- Luigi Melchiorre, scultore italiano (Valenza, n. 1859)
- Luigi Minisini, scultore italiano (San Daniele del Friuli, n. 1816 - Ronchi di campanile, † 1901)
- Luigi Navone, scultore italiano (Genova, n. 1910 - Genova, † 1983)
- Luigi Pampaloni, scultore italiano (n. 1791 - Firenze, † 1847)
- Luigi Pavanati, scultore italiano (Cannobio, n. 1915 - Venezia, † 1977)
- Luigi Persico, scultore italiano (Napoli, n. 1791 - Marsiglia, † 1860)
- Luigi Righi, scultore italiano (Soliera, n. 1810 - Modena, † 1885)
- Luigi Roncagli, scultore italiano (n. 1767)
- Luigi Secchi, scultore italiano (Cremona, n. 1853 - Miazzina, † 1921)
- Luigi Trinchero, scultore italiano (Acqui Terme, n. 1862 - Buenos Aires, † 1944)
- Luigi Venzano, scultore italiano (Sestri Ponente, n. 1885 - Genova, † 1962)
- Luigi Zandomeneghi, scultore italiano (Colognola ai Colli, n. 1779 - Venezia, † 1850)

## Sindacalisti(10)
- Luigi Antonini, sindacalista, giornalista e editore italiano (Vallata, n. 1883 - New York, † 1968)
- Luigi Begnotti, sindacalista, giornalista e politico italiano (San Paolo del Brasile, n. 1895)
- Luigi Carmagnola, sindacalista e politico italiano (Novara, n. 1895 - † 1974)
- Luigi Di Mauro, sindacalista e politico italiano (Caltanissetta, n. 1920 - Roma, † 2011)
- Luigi Guelpa, sindacalista e politico italiano (Biella, n. 1843 - Biella, † 1911)
- Luigi Loperfido, sindacalista, artista e predicatore italiano (Matera, n. 1877 - Matera, † 1959)
- Luigi Macario, sindacalista e politico italiano (Andezeno, n. 1920 - Roma, † 1994)
- Luigi Malabarba, sindacalista e politico italiano (Gaggiano, n. 1951)
- Luigi Marino, sindacalista e politico italiano (Castel Maggiore, n. 1947)
- Luigi Sbarra, sindacalista e politico italiano (Pazzano, n. 1960)

## Sociologi(2)
- Luigi Berzano, sociologo e prete italiano (Asti, n. 1939)
- Luciano Pellicani, sociologo, politologo e giornalista italiano (Ruvo di Puglia, n. 1939 - Roma, † 2020)

## Sollevatori(1)
- Luigi Gatti, sollevatore italiano (Conegliano)

## Sovrani(30)
- Luigi Augusto di Anhalt-Köthen, sovrano (Köthen, n. 1802 - Köthen, † 1818)
- Luigi Giorgio di Baden-Baden, sovrano tedesco (Ettlingen, n. 1702 - Rastatt, † 1761)
- Luigi Bonaparte, re (Ajaccio, n. 1778 - Livorno, † 1846)
- Luigi II d'Ungheria e Boemia, re ungherese (Buda, n. 1506 - Mohács, † 1526)
- Luigi V di Francia, re (Senlis, † 987)
- Luigi IV di Francia, re franco (n. 920 - Reims, † 954)
- Luigi I d'Assia, sovrano tedesco (Prenzlau, n. 1753 - Darmstadt, † 1830)
- Luigi I d'Ungheria, re ungherese (Visegrád, n. 1326 - Trnava, † 1382)
- Luigi I di Baden, sovrano tedesco (Karlsruhe, n. 1763 - Karlsruhe, † 1830)
- Luigi II d'Assia, sovrano tedesco (Darmstadt, n. 1777 - Darmstadt, † 1848)
- Luigi II di Francia, re franco (n. 846 - Compiègne, † 879)
- Luigi III d'Assia, sovrano tedesco (Darmstadt, n. 1806 - Seeheim, † 1877)
- Luigi IV d'Assia, sovrano (Darmstadt, n. 1837 - Darmstadt, † 1892)
- Luigi VI di Francia, re (Parigi, n. 1081 - Béthisy-Saint-Pierre, † 1137)
- Luigi VII di Francia, re (n. 1120 - Melun, † 1180)
- Luigi VIII di Francia, re francese (Parigi, n. 1187 - Montpensier, † 1226)
- Luigi IX di Francia, re francese (Poissy, n. 1214 - Tunisi, † 1270)
- Luigi X di Francia, re (Parigi, n. 1289 - Vincennes, † 1316)
- Luigi XI di Francia, re francese (Bourges, n. 1423 - Plessis-les-Tours, † 1483)
- Luigi XII di Francia, sovrano francese (Blois, n. 1462 - Parigi, † 1515)
- Luigi XIII di Francia, re (Fontainebleau, n. 1601 - Saint-Germain-en-Laye, † 1643)
- Luigi XIV di Francia, re francese (Saint-Germain-en-Laye, n. 1638 - Versailles, † 1715)
- Luigi XV di Francia, re francese (Versailles, n. 1710 - Versailles, † 1774)
- Luigi XVI di Francia, re (Versailles, n. 1754 - Parigi, † 1793)
- Luigi XVIII di Francia, re (Versailles, n. 1755 - Parigi, † 1824)
- Luigi Filippo di Francia, sovrano francese (Parigi, n. 1773 - Claremont House, † 1850)
- Luigi del Portogallo, re portoghese (Lisbona, n. 1838 - Cascais, † 1889)
- Luigi di Borgogna, re (n. 1297 - † 1316)
- Luigi I di Spagna, re spagnolo (Madrid, n. 1707 - Madrid, † 1724)
- Luigi di Taranto, sovrano italiano (n. 1320 - Napoli, † 1362)

## Speleologi(1)
- Luigi Casati, speleologo italiano (Lecco, n. 1964)

## Sportivi(1)
- Luigi Villa, sportivo italiano (Milano, n. 1945)

## Statistici(1)
- Luigi Perozzo, statistico e matematico italiano (n. 1856 - † 1916)

## Stilisti(1)
- Luigi Bianchi, stilista italiano (Marcaria, n. 1882 - † 1971)

## Storici(32)
- Luigi Accattatis, storico e lessicografo italiano (Cosenza, n. 1838 - Bianchi, † 1916)
- Luigi Ambrosoli, storico italiano (Varese, n. 1919 - Varese, † 2002)
- Luigi Anelli, storico, politico e patriota italiano (Lodi, n. 1813 - Milano, † 1890)
- Luigi Marco Bassani, storico italiano (Hinsdale, n. 1963)
- Luigi Tommaso Belgrano, storico e archivista italiano (Genova, n. 1838 - Genova, † 1895)
- Luigi Cesare Bollea, storico italiano (Azeglio, n. 1877 - Torino, † 1934)
- Luigi Bonazzi, storico e attore teatrale italiano (Perugia, n. 1811 - Perugia, † 1879)
- Luigi Borgomaneri, storico italiano (n. 1945)
- Luigi Bulferetti, storico italiano (Torino, n. 1915 - Pegli, † 1992)
- Luigi Cantarelli, storico italiano (Udine, n. 1858 - Roma, † 1931)
- Luigi Cortesi, storico, politologo e saggista italiano (Bergamo, n. 1929 - Roma, † 2009)
- Luigi Dal Pane, storico italiano (Castel Bolognese, n. 1903 - Faenza, † 1979)
- Luigi De Persiis, storico e vescovo cattolico italiano (Alatri, n. 1835 - Assisi, † 1904)
- Luigi Fantoni, storico e letterato italiano (Fivizzano, n. 1749 - Fivizzano, † 1808)
- Luigi Firpo, storico, traduttore e politico italiano (Torino, n. 1915 - Torino, † 1989)
- Luigi Ganapini, storico e saggista italiano (n. 1939 - Milano, † 2023)
- Luigi Alberto Gandini, storico italiano (Modena, n. 1827 - Modena, † 1906)
- Luigi Giavini, storico e scrittore italiano (Busto Arsizio, n. 1936)
- Luigi Loreto, storico italiano (Roma, n. 1963)
- Luigi Gaetano Marini, storico, archeologo e giurista italiano (Santarcangelo di Romagna, n. 1742 - Parigi, † 1815)
- Luigi Mascilli Migliorini, storico italiano (Napoli, n. 1952)
- Luigi Moretti, storico e epigrafista italiano (Roma, n. 1922 - Roma, † 1991)
- Luigi Nerici, storico e musicista italiano (Lucca, n. 1822 - Lucca, † 1902)
- Luigi Pareti, storico e archeologo italiano (Torino, n. 1885 - Roma, † 1962)
- Luigi Piccioni, storico italiano (Avezzano, n. 1959)
- Luigi Provana del Sabbione, storico e politico italiano (Torino, n. 1786 - Torino, † 1856)
- Luigi Salvatorelli, storico e giornalista italiano (Marsciano, n. 1886 - Roma, † 1974)
- Luigi Schiaparelli, storico, paleografo e diplomatista italiano (Cerrione, n. 1871 - Firenze, † 1934)
- Luigi Simeoni, storico italiano (Quinzano, n. 1875 - Bologna, † 1952)
- Luigi Tonini, storico e bibliografo italiano (Rimini, n. 1807 - Rimini, † 1874)
- Luigi Francesco Valdrighi, storiografo e musicologo italiano (Modena, n. 1827 - Modena, † 1899)
- Luigi Villari, storico, viaggiatore e diplomatico italiano (n. 1876 - † 1959)

## Storici dell'arte(6)
- Luigi Coletti, storico dell'arte e critico d'arte italiano (Treviso, n. 1886 - Treviso, † 1961)
- Luigi Mallé, storico dell'arte italiano (Torino, n. 1920 - † 1979)
- Luigi Salerno, storico dell'arte italiano (Roma, n. 1924 - † 1992)
- Luigi Sarullo, storico dell'arte italiano (Prizzi, n. 1906 - Palermo, † 1972)
- Luigi Serra, storico dell'arte, critico d'arte e museologo italiano (Napoli, n. 1881 - Roma, † 1940)
- Luigi Spezzaferro, storico dell'arte italiano (Roma, n. 1942 - Roma, † 2006)

## Storici della filosofia(1)
- Luigi Ruggiu, storico della filosofia italiano (Sassari, n. 1939)

## Taekwondoka(1)
- Luigi D'Oriano, taekwondoka italiano (Pozzuoli, n. 1958)

## Telecronisti sportivi(1)
- Luigi Vignando, telecronista sportivo italiano (Monza, n. 1957)

## Tenori(5)
- Luigi Alva, tenore peruviano (Paita, n. 1927 - Mariano Comense, † 2025)
- Luigi Antinori, tenore italiano (Bologna - Firenze, † 1734)
- Luigi Bolis, tenore italiano (Mapello, n. 1839 - Gorlago, † 1905)
- Luigi Infantino, tenore italiano (Racalmuto, n. 1921 - Roma, † 1991)
- Luigi Marini, tenore italiano (Ascoli Piceno, n. 1884 - Ascoli Piceno, † 1942)

## Teologi(3)
- Luigi Bardone, teologo italiano (Pavia, n. 1505 - Pavia, † 1588)
- Luigi De Sanctis, teologo italiano (Roma, n. 1808 - Firenze, † 1869)
- Luigi Marsili, teologo italiano (n. 1342 - † 1394)

## Terroristi(1)
- Luigi Ciavardini, ex terrorista italiano (L'Aquila, n. 1962)

## Tipografi(1)
- Luigi Mussi, tipografo, editore e politico italiano (Piacenza, n. 1780 - Parma, † 1857)

## Traduttori(4)
- Luigi Masieri, traduttore e scrittore italiano
- Luigi Riccardo Piovano, traduttore, inventore e militare italiano (Perosa Argentina, n. 1891 - Andora, † 1989)
- Luigi Rusca, traduttore, scrittore e dirigente d'azienda italiano (Milano, n. 1894 - Merate, † 1986)
- Luigi Schenoni, traduttore italiano (Bologna, n. 1935 - † 2008)

## Tuffatori(2)
- Luigi Cangiullo, tuffatore italiano (Napoli, n. 1897 - Milano, † 1930)
- Luigi Capra, tuffatore italiano

## Umoristi(1)
- Gino e Michele, umorista, cabarettista e commediografo italiano (Milano, n. 1949)

## Velisti(3)
- Luigi De Manincor, velista italiano (Rovigno, n. 1910 - Varazze, † 1986)
- Luigi Poggi, velista italiano (Genova, n. 1906 - Genova, † 1962)
- Luigi Viale, velista italiano (Imperia, n. 1978)

## Velocisti(3)
- Luigi Benedetti, ex velocista italiano (Massa, n. 1951)
- Luigi Gnocchi, velocista italiano (Gallarate, n. 1933 - † 2014)
- Luigi Paterlini, velocista e ostacolista italiano (Brescia, n. 1923 - Brescia, † 1974)

## Viaggiatori(1)
- Luigi Pennazzi, viaggiatore, esploratore e scrittore italiano (L'Avana, n. 1838 - Madrid, † 1895)

## Violinisti(4)
- Luigi Arditi, violinista, compositore e direttore d'orchestra italiano (Crescentino, n. 1822 - Hove, † 1903)
- Luigi Enrico Ferro, violinista italiano (Murano, n. 1903 - Venezia, † 1975)
- Luigi Stifani, violinista italiano (Gallipoli, n. 1914 - Nardò, † 2000)
- Luigi Tomasini, violinista e compositore italiano (Pesaro, n. 1741 - Eisenstadt, † 1808)

## Violisti(2)
- Luigi Alberto Bianchi, violista e violinista italiano (Rimini, n. 1945 - Roma, † 2018)
- Luigi Sagrati, violista italiano (Roma, n. 1921 - Roma, † 2008)

## Violoncellisti(1)
- Luigi Stefano Giarda, violoncellista e compositore italiano (Cassolnovo, n. 1868 - Viña del Mar, † 1952)

## Wrestler(1)
- Luigi Montagna, wrestler, pugile e attore italiano (Voghera, n. 1887 - Los Angeles, † 1950)

## Zoologi(2)
- Luigi Bellardi, zoologo, paleontologo e entomologo italiano (Genova, n. 1818 - Torino, † 1889)
- Luigi Cagnolaro, zoologo e museologo italiano (Genova, n. 1934 - Monza, † 2014)

## Senza attività specificata(41)
- Luigi Angeletti, ex politico italiano (Greccio, n. 1949)
- Luigi Engelberto d'Arenberg, duca (Bruxelles, n. 1750 - Bruxelles, † 1820)
- Luigi I Boncompagni Ludovisi, italiano (Roma, n. 1767 - Roma, † 1841)
- Luigi I di Borbone-Vendôme, conte (n. 1376 - Tours, † 1446)
- Luigi di Brienne, conte francese (Acri - Beaumont-sur-Sarthe, † 1297)
- Luigi Ernesto di Brunswick-Lüneburg (Wolfenbüttel, n. 1718 - Eisenach, † 1788)
- Luigi Cafiero, italiano (n. 1964 - Torre Annunziata, † 1982)
- Luigi Ferri, superstite dell'Olocausto italiano (Milano, n. 1932 - Roma, † 2024)
- Gigino Gattuso, italiano (Caltanissetta, n. 1903 - Caltanissetta, † 1921)
- Luigi Gonzaga "Rodomonte", conte italiano (Mantova, n. 1500 - Vicovaro, † 1532)
- Luigi Lodde, ex tiratore a volo italiano (Ozieri, n. 1980)
- Luigi Longobardi, italiano (Lettere, n. 1920 - Mar Mediterraneo, † 1940)
- Luigi I di Löwenstein, conte (Heidelberg, n. 1463 - assassinato a Löwenstein, † 1523)
- Luigi III di Löwenstein-Wertheim, conte (Vaihingen, n. 1530 - Wertheim, † 1611)
- Luigi II di Borbone, conte francese (n. 1337 - Montluçon, † 1410)
- Luigi Ottone di Salm, conte (n. 1674 - † 1738)
- Luigi di Blois, conte (Adrianopoli, † 1205)
- Luigi d'Étampes, conte francese (n. 1336 - Parigi, † 1400)
- Luigi di Meclemburgo-Schwerin, duca tedesco (Grabow, n. 1725 - Schwerin, † 1778)
- Luigi di Durazzo, conte (n. 1324 - Napoli, † 1362)
- Luigi I di Fiandra, conte (n. 1304 - Crécy-en-Ponthieu, † 1346)
- Luigi I di Nevers, conte (Parigi, † 1322)
- Luigi II di Fiandra, conte (Male, n. 1330 - Saint-Omer, † 1384)
- Luigi II di Loon, conte († 1218)
- Luigi V d'Assia-Darmstadt (Darmstadt, n. 1577 - † 1626)
- Luigi VI d'Assia-Darmstadt (Darmstadt, n. 1630 - Darmstadt, † 1678)
- Luigi VII d'Assia-Darmstadt (Darmstadt, n. 1658 - Gotha, † 1678)
- Luigi IX d'Assia-Darmstadt (Darmstadt, n. 1719 - Pirmasens, † 1790)
- Luigi XVII di Francia, francese (Versailles, n. 1785 - Parigi, † 1795)
- Luigi Marchesi, cantante castrato italiano (Milano, n. 1754 - Inzago, † 1829)
- Luigi Nicolais, ingegnere chimico e politico italiano (Sant'Anastasia, n. 1942)
- Luigi Novelli, brigatista italiano (n. 1953 - Roma, † 2020)
- Luigi Perenni, sciatore di pattuglia militare e scialpinista italiano (Chienes, n. 1913 - Breuil-Cervinia, † 1943)
- Luigi Rizzo, comandante marittimo e ammiraglio italiano (Milazzo, n. 1887 - Roma, † 1951)
- Luigi Salvini, slavista, critico letterario e traduttore italiano (Milano, n. 1911 - Roma, † 1957)
- Luigi Succi e Maria Pini, italiano (Pavullo nel Frignano, n. 1882 - Pavullo nel Frignano, † 1945)
- Luigi Testarmata, ex tiratore a segno italiano (Roma, n. 1936)
- Luigi I d'Orléans-Longueville, conte (n. 1480 - Beaugency, † 1516)
- Luigi Guglielmo di Baden-Baden (Parigi, n. 1655 - Castello di Rastatt, † 1707)
- Luigi II di Montpensier, conte (n. 1483 - Napoli, † 1501)
- Luigi Rodolfo di Brunswick-Lüneburg, duca tedesco (Wolfenbüttel, n. 1671 - Braunschweig, † 1735)